# Açores (região autónoma)
Os Açores são um arquipélago de Portugal, composto por nove ilhas situadas no Oceano Atlântico. A Região Autónoma dos Açores é uma das duas regiões autónomas portuguesas com poder político e administrativo, sendo a região dividida nas cidades de Angra do Heroísmo, Ponta Delgada e Horta. 
Os Açores são a sétima região portuguesa mais populosa, com 236 413 habitantes (censo de 2021), a quarta maior área urbana portuguesa, com uma densidade populacional de 101,8 hab./km² e a sexta região portuguesa mais extensa, com uma área total de 2 322 km².
Para fins estatísticos, a Região Autónoma dos Açores constitui, ao mesmo tempo, uma das três unidades (NUTS I) de Portugal, uma das suas sete regiões (NUTS II) e uma das suas 30 sub-regiões (NUTS III).
Administrativamente, a Região Autónoma dos Açores subdivide-se em 19 municípios e em 155 freguesias. A ilha açoriana do Corvo (cujo território forma um município) tem a particularidade de ser a única porção do território nacional de Portugal que não está integrada em qualquer freguesia.
O Estatuto Político-Administrativo da Região Autónoma dos Açores constitui o diploma legal para-constitucional que enquadra a autonomia dos Açores, definindo as competências próprias da administração regional autónoma e a estrutura e funcionamento dos órgãos de governo próprio

## História
Com quase seis séculos de presença humana continuada, os Açores granjearam um lugar importante na História de Portugal e na história do Atlântico: constituíram-se em escala para as expedições dos Descobrimentos e para naus da chamada Carreira da Índia, das frotas da prata, e do Brasil; contribuíram para a conquista e manutenção das praças portuguesas do Norte da África; quando da crise de sucessão de 1580 e das Guerras Liberais (1828–1834) constituíram-se em baluartes da resistência; durante as duas Guerras Mundiais, em apoio estratégico vital para as forças Aliadas, mantendo-se, até aos nossos dias, num centro de comunicações e apoio à aviação militar e comercial.
O descobrimento do arquipélago dos Açores, tal como o da Madeira, é uma das questões mais controversas da história dos Descobrimentos. Entre as várias teorias sobre este facto, algumas assentam na apreciação de vários mapas genoveses produzidos desde 1351, os quais levam os historiadores a afirmar que já se conheciam aquelas ilhas quando houve o regresso das expedições às ilhas Canárias realizadas cerca de 1340–1345, no reinado de Afonso IV de Portugal. Outras referem que o descobrimento das primeiras ilhas (São Miguel, Santa Maria, Terceira) foi efetuado por marinheiros ao serviço do Infante D. Henrique, embora não haja qualquer documento escrito que por si confirme e comprove tal fato. A apoiar esta versão existe apenas um conjunto de escritos posteriores, baseados na tradição oral, que se criou na primeira metade do século XV. Algumas teses mais arrojadas consideram, no entanto, que a descoberta das primeiras ilhas já havia ocorrido na época de Afonso IV de Portugal e que as viagens feitas no tempo do Infante D. Henrique não passaram de meros reconhecimentos. Adicionalmente, alegadamente, foram recentemente descobertos templos escavados nas rochas datados do século IV a.C., de possível autoria cartaginesa. Estas alegadas descobertas estão sendo contestadas por especialistas.
O que se sabe concretamente é que Gonçalo Velho chegou à ilha de Santa Maria em 1431, e nos anos seguintes ocorrendo o (re)descobrimento — ou reconhecimento — das restantes ilhas do arquipélago dos Açores, no sentido de progressão de leste para oeste. Uma carta do Infante D. Henrique, datada de 2 de julho de 1439 e dirigida ao seu irmão D. Pedro, é a primeira referência segura sobre a exploração do arquipélago. Nesta altura, as ilhas das Flores e do Corvo ainda não tinham sido descobertas, o que aconteceria apenas cerca de 1450, por obra de Diogo de Teive. Entretanto, o Infante D. Henrique, com o apoio da sua irmã D. Isabel de Portugal, Duquesa da Borgonha, mandou povoar a ilha de Santa Maria.

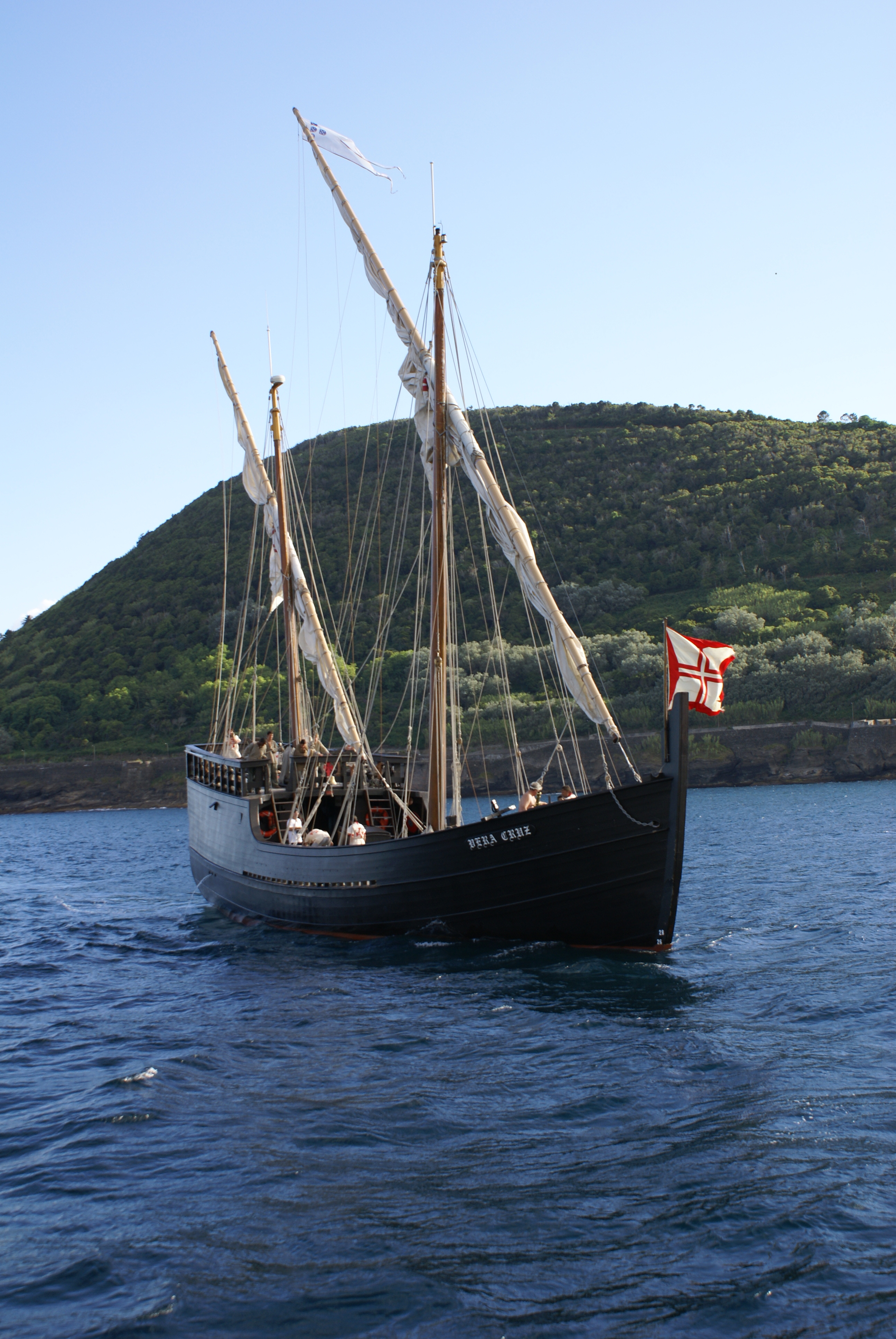
Caravela Vera Cruz a entrar no Porto de Pipas, Angra do Heroísmo

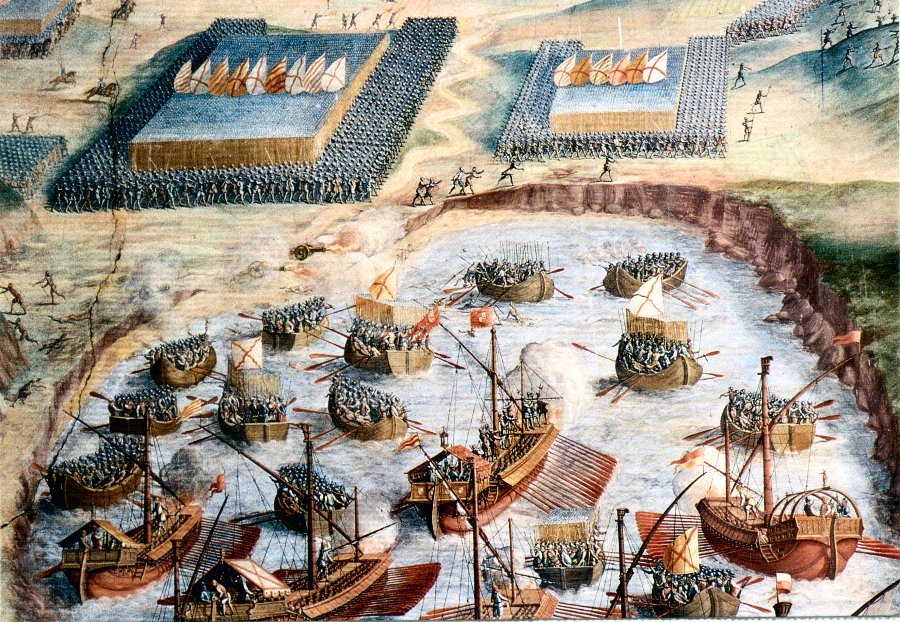
Desembarque espanhol na ilha Terceira durante a crise de sucessão de 1580

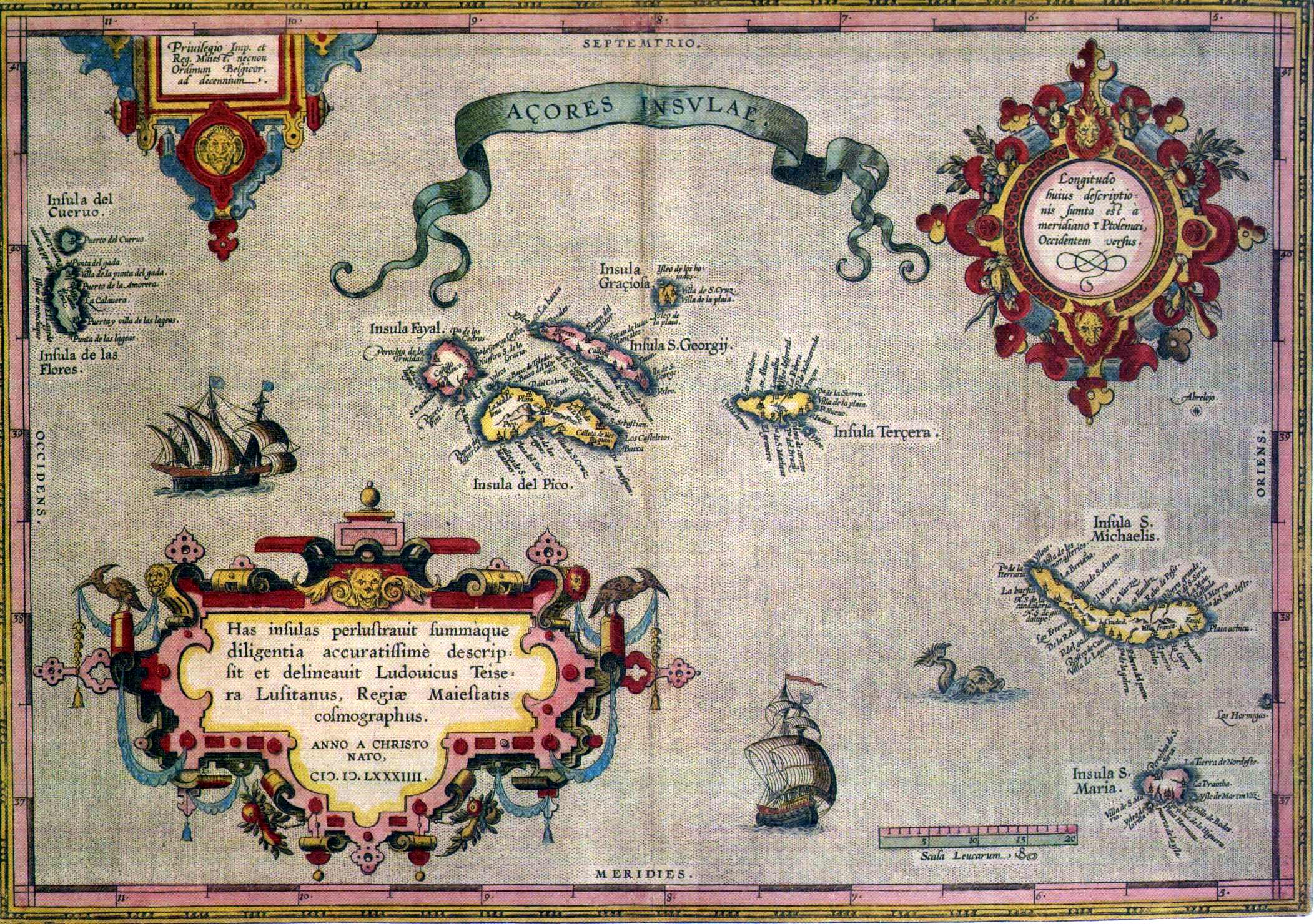
Primeiro mapa dos Açores com todas as ilhas do Arquipélago por Abraham Ortelius e Luís Teixeira (1584)

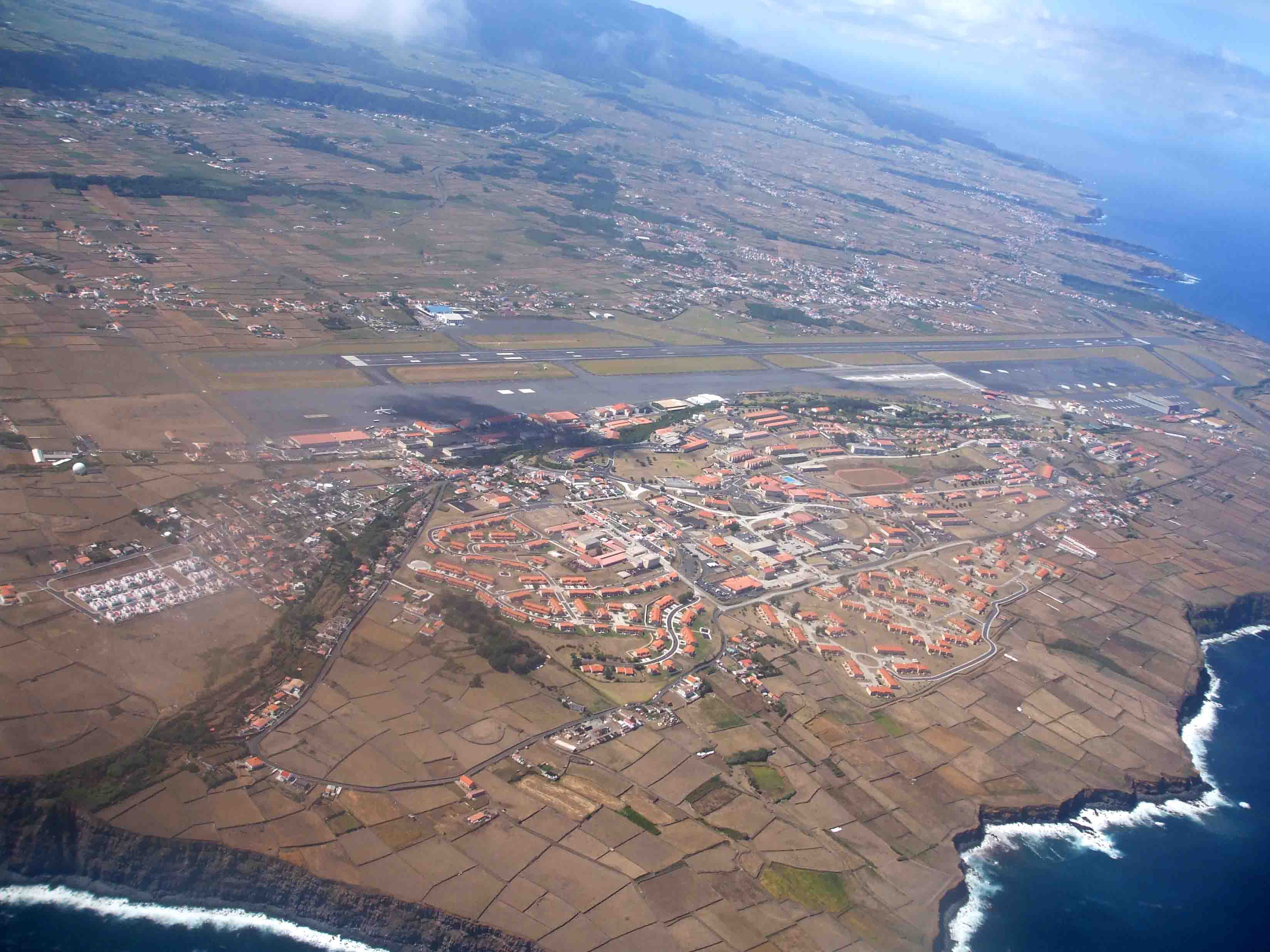
Base das Lajes na ilha Terceira

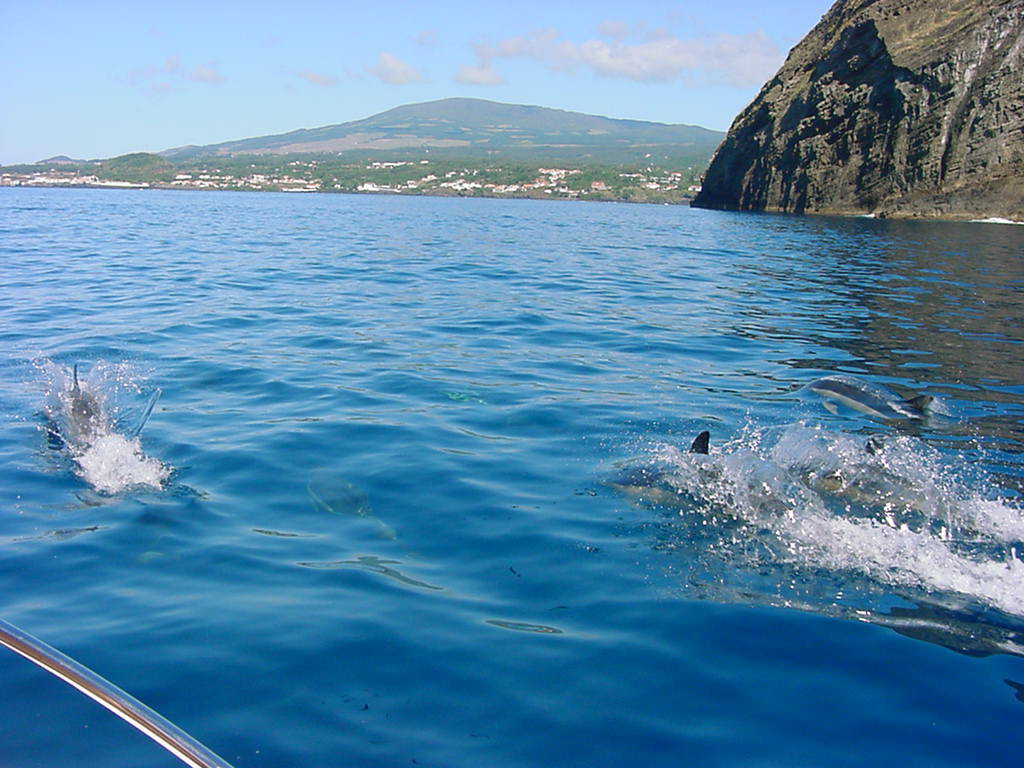
Grupo de Golfinhos junto ao Monte Brasil, com o Vulcão da Serra de Santa Bárbara como pano de fundo, ilha Terceira

Os portugueses começaram a povoar as ilhas por volta de 1432, oriundos principalmente do Algarve, do Alentejo, da Estremadura e do Minho, tendo-se registrado, em seguida, o ingresso de flamengos, bretões e outros europeus e norte-africanos.
Desde logo e dada a necessidade de defesa das pessoas, da manutenção de uma posição estratégica portuguesa no meio do Atlântico e da imensa riqueza que esta terra possuía vinda do Império Português e mais tarde também do Império Espanhol, as ilhas açorianas foram altamente fortificadas praticamente desde o início do povoamento. Assim encontram-se 161 infraestruturas militares entre castelos, fortalezas, fortes, redutos e trincheiras nas ilhas, distribuídas da seguinte forma: 78 na Terceira, 26 na ilha de São Miguel, 15 na ilha de São Jorge, 12 na ilha das Flores, 12 na ilha de Santa Maria, 7 na ilha Graciosa, 7 na ilha do Faial e 4 na ilha do Pico.
Sabe-se, porém, que muitos desses imigrantes que povoaram Açores seriam cristãos-novos, isto é, judeus sefarditas que foram obrigados a converter-se pelas perseguições da Igreja Católica em Portugal e Espanha. Através das Ordenações Afonsinas, Portugal procurou atrair tanto judeus quanto flamengos para o arquipélago, mediante a distribuição de terras. Assim, longe da Europa continental, esses grupos ficariam livres das perseguições religiosas.
No processo do povoamento das restantes ilhas, principalmente do Faial, Pico, Flores e São Jorge, faz-se notar a presença de um número alargado de flamengos, cuja presença se veio a reflectir na produção artística e nos costumes e modos de exploração das terras. A recordar o nome de Joss van Hurtere, capitão flamengo, a quem foi confiado o povoamento de parte da ilha do Faial: a cidade da Horta recebeu do seu patronímico a sua designação toponímica. Existe ainda uma freguesia do conselho da Horta chamada Flamengos, para além dos moinhos e dos modelos da exploração agrária.
Tal como no arquipélago da Madeira, a administração das ilhas açorianas foi feita através do sistema de capitanias, à frente das quais estava um capitão do donatário. As primeiras capitanias constituíram-se nas ilhas de São Miguel e de Santa Maria. Em 1450, na sequência da progressão ocidental do descobrimento das ilhas, foi criada uma outra capitania na ilha Terceira: a administração desta ilha foi atribuída também a um flamengo, de nome Jácome de Bruges. As restantes ilhas também se encontravam sob administração de capitanias. A administração e assistência espiritual das ilhas ficou subordinada à Ordem de Cristo, que detinha o senhorio temporal das ilhas, mas a presença de outras ordens religiosas não deixou de se fazer notar no processo de povoamento desde o começo, como no caso dos Franciscanos em Santa Maria e Terceira desde a década de 1490, no século XV.
O clima do arquipélago açoriano é menos quente quando comparado com o do arquipélago da Madeira. Para que os colonos pudessem cultivar as terras foi necessário desbastar densos arvoredos que proporcionavam matéria-prima para exportação, produção escultórica (cedro) e para a construção naval. O cultivo de cereais e a criação de gado foram as atividades predominantes, com o trigo a registrar uma produção considerável. A produção de pastel e a sua industrialização para exportação destinada a tinturaria também desempenhou um papel relevante na economia do arquipélago. A exploração do pastel e da urzela, esta também para tinturaria, atingiu o seu auge precisamente quando a produção de cana-de-açúcar — tentada mas sem grandes resultados económicos — e de trigo entraram em decadência.
No século XVII, também as matérias-primas tintureiras sofreriam uma recessão, sendo substituídas pelo linho e laranjas que, pelo seu lado, registraram um impulso extraordinário. Nesta altura, foi introduzida a produção de milho, sendo esta significativa para as melhorias alimentares da população e também como apoio à pecuária. A primeira exportação de laranjas surgiu no século XVIII, numa altura em que foi também introduzida a cultura da batata. Em finais de 700, registra-se o início de uma das mais expressivas e emblemáticas atividades económicas açorianas: a caça ao cachalote e a outros cetáceos. Na ilha de São Miguel, tanto a produção de chá como a produção do tabaco, iriam se revelar muito importantes para a economia da ilha.
No século XVIII, os Açores já tinham uma população suficientemente grande para que a Coroa portuguesa incentivasse a emigração de famílias açorianas para terras brasileiras, sobretudo para a parte meridional da então sua colónia na América do Sul. No século seguinte, os Açores vão ter um papel muito importante no ressurgimento da pesca do bacalhau. Os pescadores açorianos emigrados nos Estados Unidos foram quem introduziram a técnica de pesca à linha em dóris usada pelos pescadores portugueses no Grand Bank até aos anos 1960.
É de se notar que os açorianos sempre almejaram conquistar uma maior autonomia política e administrativa, o que, durante séculos, foi negado, dando ensejo a alguns movimentos em favor da emancipação do arquipélago.
As regiões autónomas foram consagradas na Constituição Portuguesa de 1976. Tratava-se de um estatuto político-administrativo especial reservado aos arquipélagos dos Açores e da Madeira, devido às suas condições geográficas — e, em consequência, socioeconómicas — especiais. Nos termos da Constituição, a autonomia regional não afetava a integridade da soberania do Estado. Compete às regiões autónomas legislar em todas as matérias que não sejam da reserva dos órgãos de soberania e que constem do elenco de competências contido nos seus Estatutos Político Administrativos; pronunciar-se nas mais diversas matérias que lhes digam respeito; e exercer poder executivo próprio, em áreas como a promoção do desenvolvimento económico e da qualidade de vida, a defesa do ambiente e do património, e a organização da administração regional.
Os órgãos de governo próprio de cada região são a Assembleia Legislativa e o Governo Regional. A primeira é eleita por sufrágio universal direto e tem poderes fundamentalmente legislativos, além de fiscalizar os atos do Governo Regional. O presidente do Governo Regional é nomeado pelo Representante da República, que para tal considera os resultados eleitorais, e é o responsável pela organização interna do órgão e por propor os seus elementos. As atribuições do Governo Regional são fundamentalmente de ordem executiva.
O representante da República é o representante do chefe do Estado em cada região autónoma. É nomeado pelo presidente da República, após consulta ao Conselho de Estado. Cabe-lhe assinar e mandar publicar os decretos da Assembleia e do Governo Regional, tendo, no entanto, o direito de veto, que pode ser ultrapassado por votação qualificada da Assembleia Legislativa. O mandato do Representante da República tem a duração do mandato do presidente da República.

## Localização geográfica

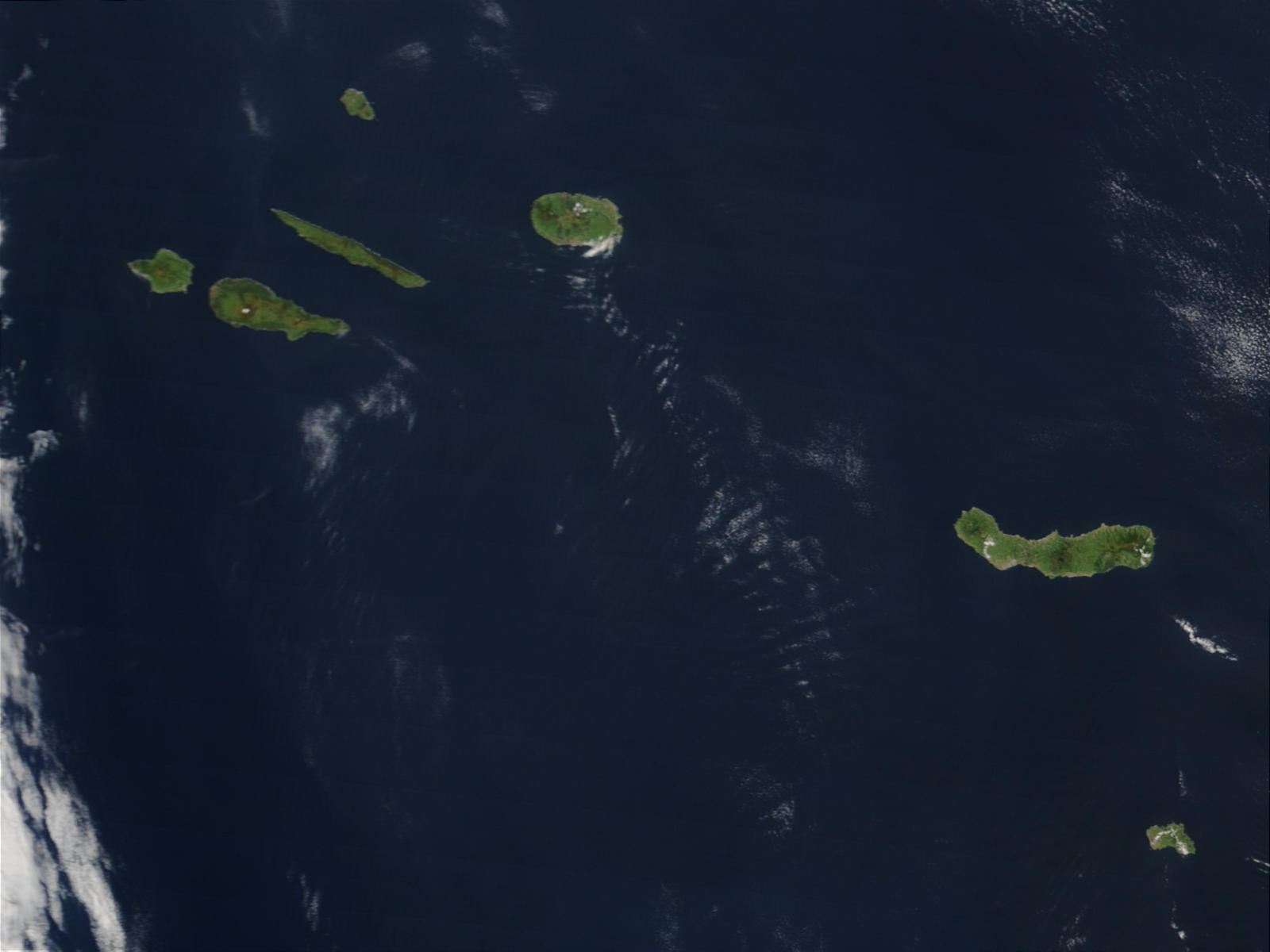
Os grupos central e oriental vistos do espaço (imagem MODIS do Satélite TERRA da NASA)

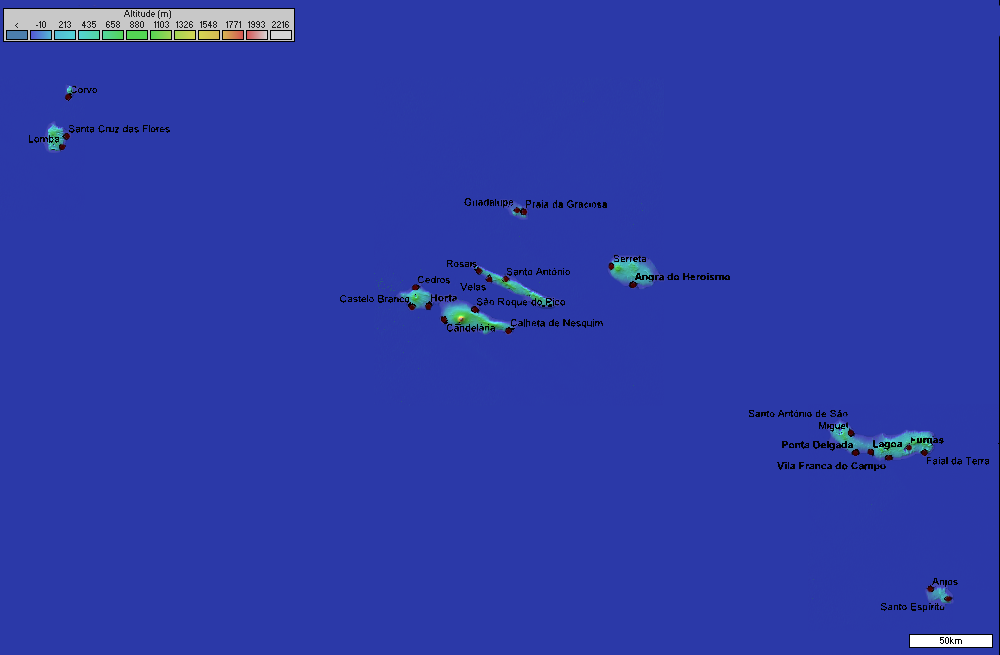
Topografia dos Açores (imagem gerada a partir dos dados altimétricos da missão SRTM/NASA)

Os Açores são um arquipélago que, embora situado precisamente sobre a Dorsal Média Atlântica, devido à sua proximidade com o continente europeu e à sua integração política na República Portuguesa e na União Europeia é geralmente englobado na Europa.
O arquipélago situa-se no nordeste do Oceano Atlântico entre os 36º e os 40º de latitude Norte que corresponde à metade sul do território continental português e os 25º e os 31º de longitude Oeste. Os territórios mais próximos são a Península Ibérica, a cerca de 1 400 km a leste, a Madeira a 930 km a sueste, São Pedro e Miquelão a noroeste, 2 200 km a Nova Escócia a 2 400 km a noroeste e a Bermuda a 3 100 km a sudoeste. Integra a região biogeográfica da Macaronésia. As coordenadas geográficas das principais localidades dos Açores são as seguintes:
| Local                  | Lat. (N)  | Long. (W) |
| ---------------------- | --------- | --------- |
| Vila do Corvo          | 39º 40.1' | 31º 06.5' |
| Santa Cruz das Flores  | 39º 27.2' | 31º 07.2' |
| Lajes das Flores       | 39º 22.6' | 31º 09.9' |
| Santa Cruz da Graciosa | 39º 05.0' | 27º 59.9' |
| Praia da Vitória       | 38º 43.9' | 27º 03.5' |
| Velas                  | 38º 40.8' | 28º 12.3' |
| Angra do Heroísmo      | 38º 39.0' | 27º 13.4' |
| Calheta                | 38º 36.0' | 28º 00.7' |
| Vila do Topo           | 38º 32.5' | 27º 45.6' |
| Horta                  | 38º 32.0' | 28º 37.3' |
| Cais do Pico           | 38º 31.7' | 28º 19.2' |
| Lajes do Pico          | 38º 23.9' | 28º 15.4' |
| Ponta Delgada          | 37º 44.1' | 25º 40.3' |
| Ilhéus das Formigas    | 37º 17.0' | 24º 53.0' |
| Vila do Porto          | 36º 56.7' | 25º 08.9' |

## Território e clima

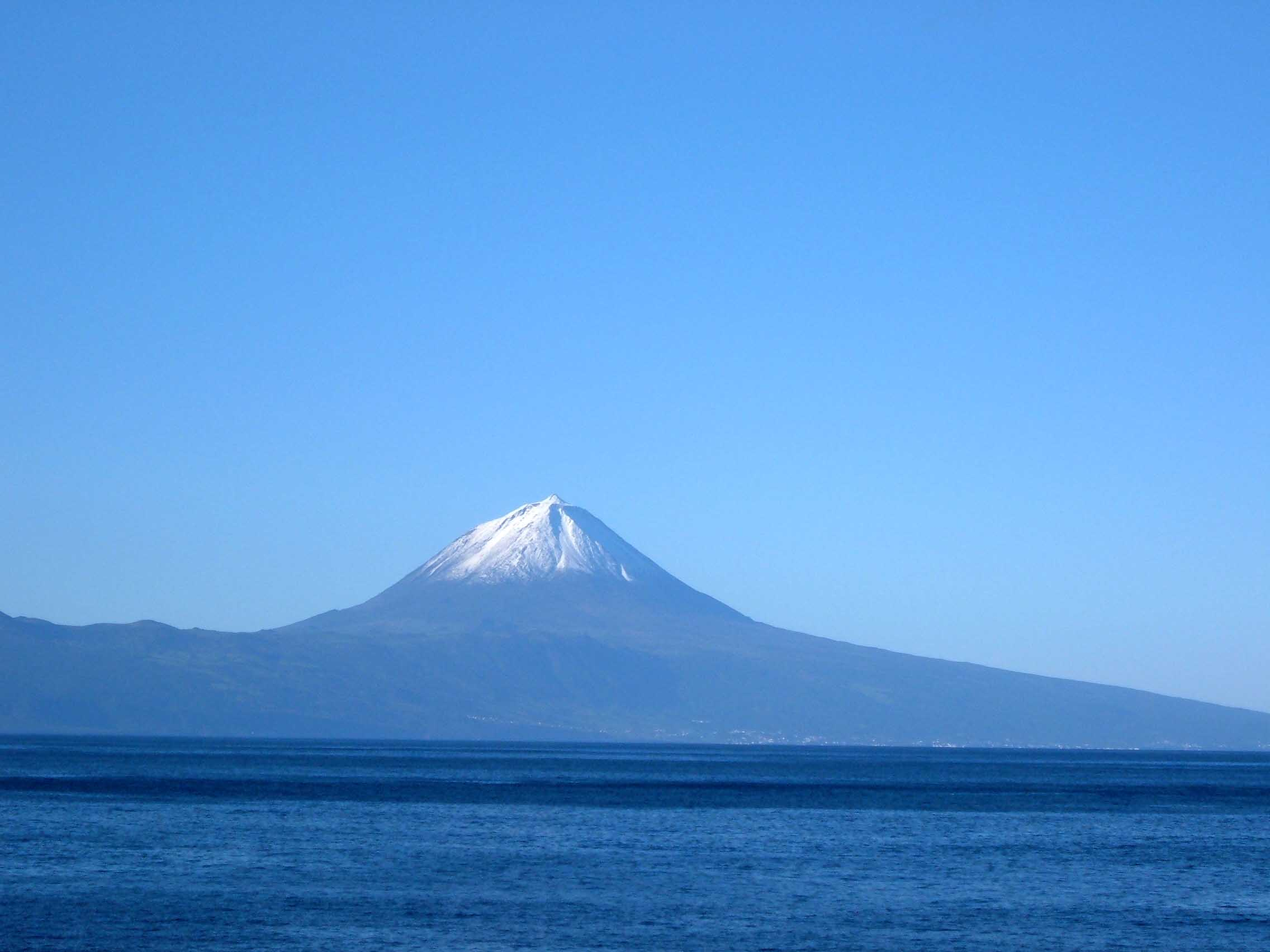
A Montanha do Pico, a montanha mais alta de Portugal com os seus 2351 m acima do nível médio do mar

O arquipélago dos Açores é constituído por nove ilhas principais divididas em três grupos distintos:
- Grupo Ocidental
  - Corvo
  - Flores
- Grupo Central
  - Faial
  - Graciosa
  - Pico
  - São Jorge
  - Terceira
- Grupo Oriental
  - Santa Maria
  - São Miguel

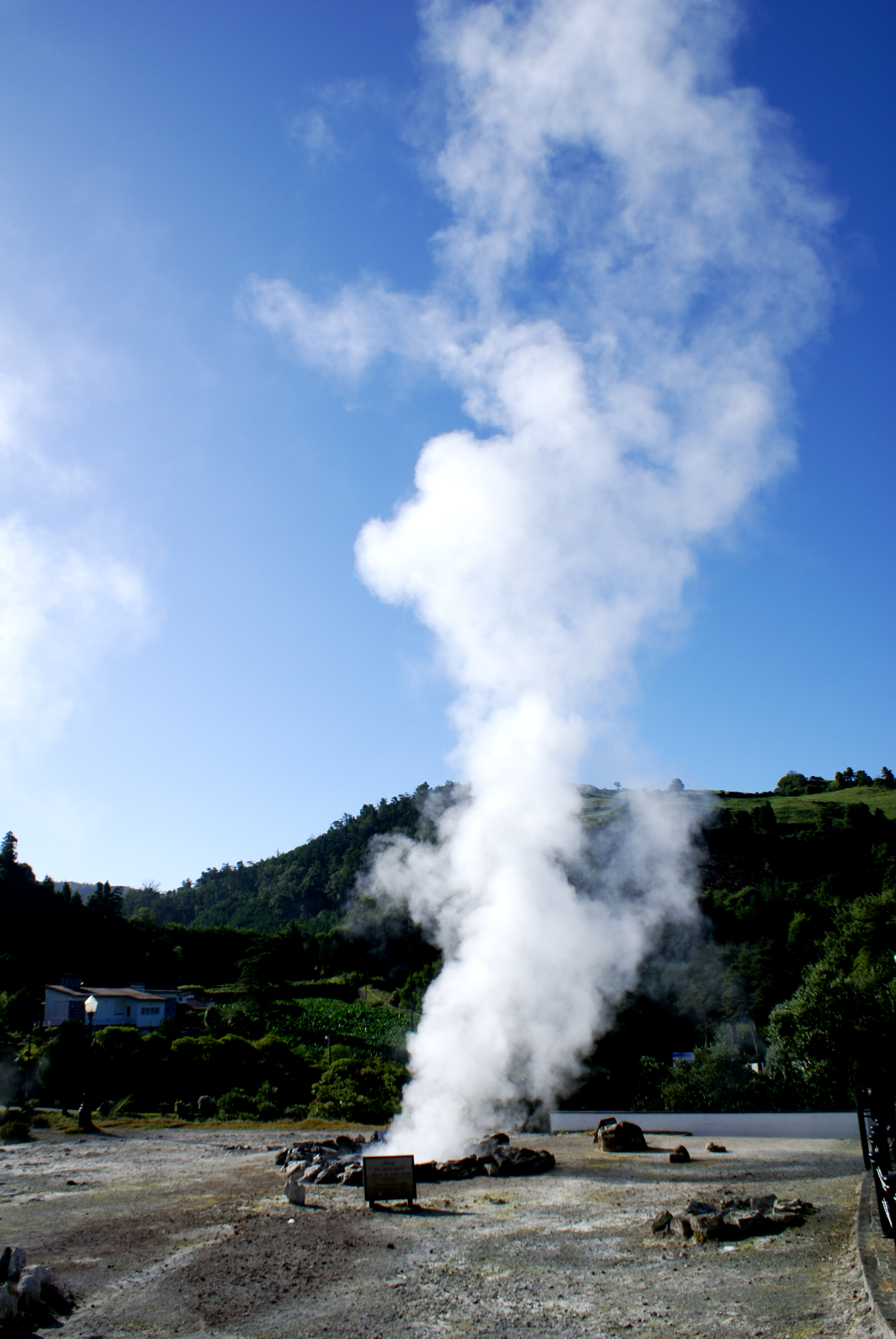
Caldeira, Vale das Furnas, Povoação

O Grupo Oriental inclui também um grupo de rochedos e recifes oceânicos, situados a nordeste de Santa Maria, chamado ilhéus das Formigas, ou simplesmente Formigas, que em conjunto com o recife do Dollabarat, constitui a Reserva Natural do Ilhéu das Formigas, um dos locais mais importantes para conservação da biosfera marinha no nordeste do Atlântico.
O ponto mais alto do arquipélago situa-se na ilha do Pico — e daí o seu nome, a Montanha do Pico — com uma altitude de 2 352 m. A orografia açoriana apresenta-se muito acidentada, com linhas de relevo orientadas na direção Leste-Oeste, coincidentes com as linhas de fratura que estão na génese das ilhas. Este arquipélago faz parte da cordilheira submarina que se estende desde a Islândia para sul e sudoeste, com orientação sensivelmente paralela à inflexão das costas continentais.
A origem vulcânica dos Açores tem a sua expressão máxima na ilha de São Miguel, no famoso Vale das Furnas e teve a sua mais recente atividade terrestre no Vulcão dos Capelinhos, na Ilha do Faial, em 1957–1958. No mar, a última erupção verificou-se ao largo da Serreta (ilha Terceira) em 1998–2000.

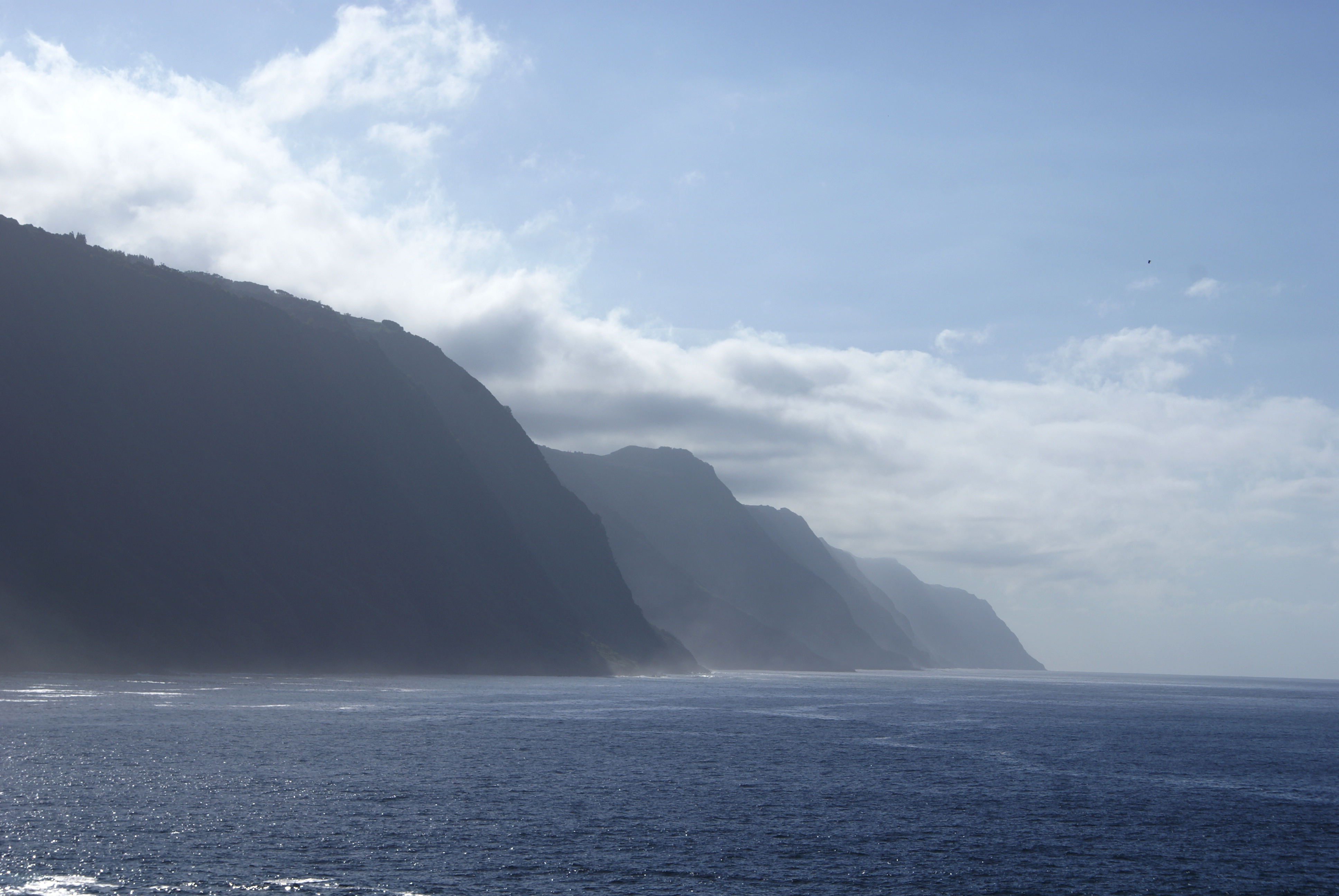
Fajã do Ouvidor, a grandiosidade das falésias, Norte Grande

O clima é temperado, registando-se temperaturas médias de 13 °C no Inverno e 24 °C no Verão. A Corrente do Golfo, que passa relativamente perto, mantém as águas do mar a uma temperatura média entre os 17 °C e os 23 °C. O ar é úmido com umidade relativa média de cerca de 75%.[carece de fontes?]
As ilhas são visitadas com relativa frequência por tempestades tropicais, incluindo algumas com intensidade suficiente para serem consideradas furacões.

## Geografia física
O arquipélago dos Açores foi formado por atividade vulcânica durante o final do Terciário. A primeira ilha a surgir acima da linha média da água do mar foi Santa Maria, há cerca de 8,1 milhões de anos (Ma), durante o Mioceno. Seguiram-se, por ordem cronológica, São Miguel (4,1 Ma), Terceira (3,52 Ma), Graciosa (2,5 Ma), Flores (2,16 Ma), Faial (0,7 Ma), Corvo (0,7 Ma), São Jorge (0,55 Ma) e, a mais jovem, a do Pico (0,27 Ma).

## Importânciageoestratégica

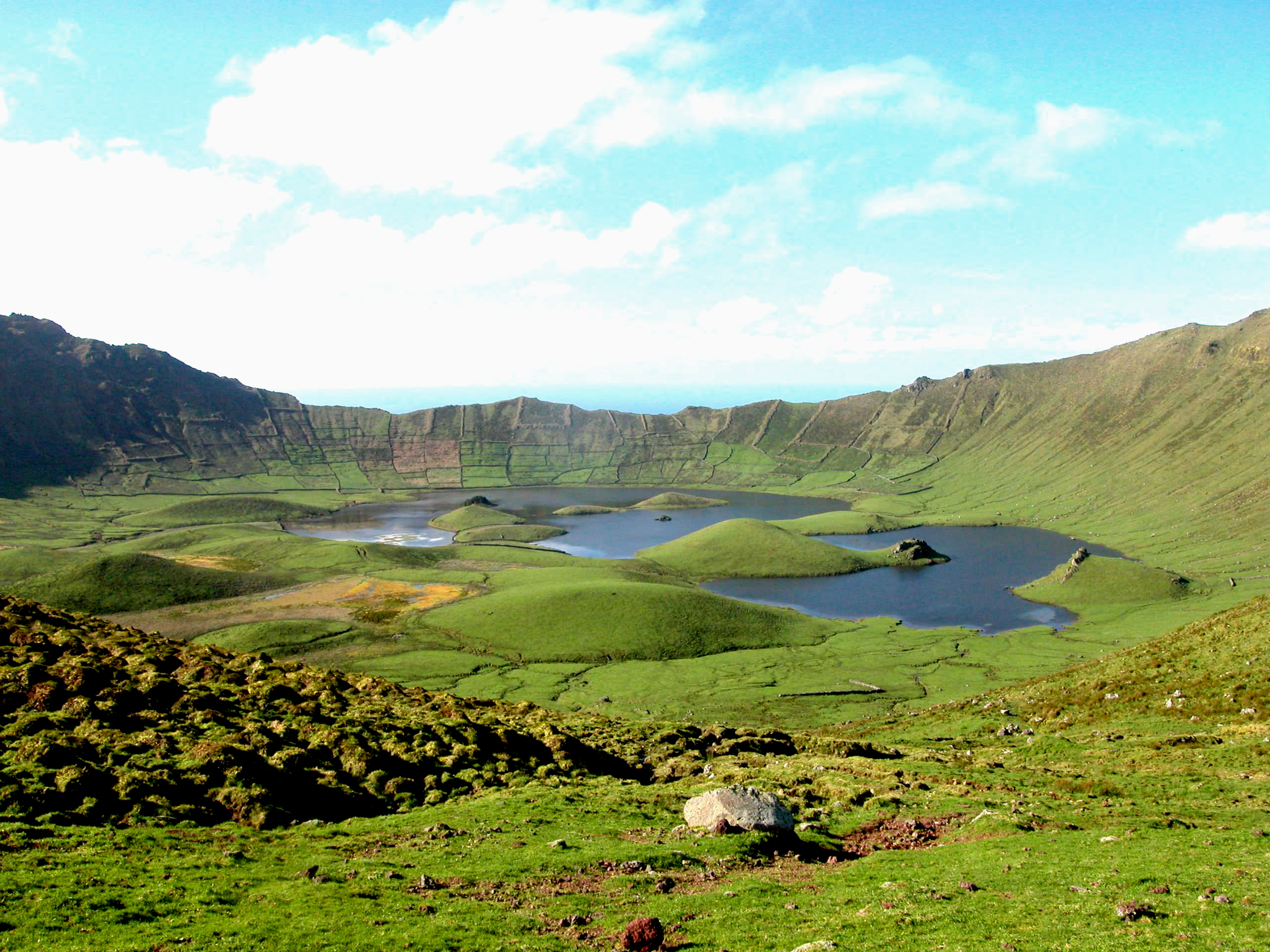
Lagoa do Caldeirão, ilha do Corvo

A sua localização na zona central do Atlântico Norte fez com que as ilhas açorianas constituíssem durante séculos uma autêntica encruzilhada nas rotas transatlânticas.
Na fase da navegação à vela, devido ao regime de ventos e correntes que obrigava à "volta do largo", as embarcações provenientes do Atlântico Sul (da Índia, Extremo Oriente e outras partes da Ásia, de África, do Brasil e outras partes da América do Sul) e das Caraíbas (das chamadas "Índias Ocidentais") faziam uma larga rotação no sentido dos ponteiros do relógio que as trazia até às proximidades do Grupo Ocidental, cruzando depois o arquipélago em direção à Europa. É esse o percurso que ainda hoje faz a navegação de recreio, utilizando como ponto de apoio o porto da Horta, ilha do Faial.
Com o aparecimento da navegação a vapor, os portos dos Açores, particularmente os de Ponta Delgada e Horta, os únicos com molhes de proteção e cais acostáveis de dimensão apreciável, assumiram importante papel no fornecimento de carvão.
Com o advento da aviação, os Açores cedo ganharam importância como ponto de apoio. As primeiras travessias aéreas do Atlântico escalaram os Açores, e a Horta, com a sua baía abrigada e ligações telegráficas intercontinentais via cabo submarino, foi uma importante escala nas ligações entre a Europa e a América por hidroavião (os clippers) no período imediatamente anterior à Segunda Guerra Mundial.
Terminada a guerra, a base norte-americana da ilha de Santa Maria rapidamente se transformou num aeroporto internacional e centro de escalas técnicas para as aeronaves que cruzavam o Atlântico entre as Américas, o sul da Europa, o norte da África e o Médio Oriente. Igual papel, mas para a aviação militar, teve (e continua a ter) a Base das Lajes, na ilha Terceira, onde, após a saída do contingente britânico chegado em 1943, se instalou um destacamento militar dos Estados Unidos naquela que é a Base Área n.º 4 da Força Aérea Portuguesa (ainda em pleno funcionamento).
As discussões em torno do papel geoestratégico dos Açores e da função do arquipélago como ponto de fronteira entre as esferas de interesse norte-americana e europeia ainda assume papel relevante na discussão política açoriana e na postura da classe política face aos interesses portugueses no Atlântico. As questões em torno da alocação de contrapartidas concedidas pelos Estados Unidos pela utilização da Base Aérea das Lajes, na ilha Terceira têm ocupado, embora de forma estéril, a atividade parlamentar e são presença constante na negociação com Portugal e com os Estados Unidos.
Mais recentemente, o facto de as águas da zona económica exclusiva (ZEE) dos Açores serem de longe as maiores da União Europeia, com os seus 994 000 quilómetros quadrados, e por isso constituírem o grosso das chamadas "águas ocidentais" da União, tem levado a acesos debates sobre as vantagens da integração açoriana na União Europeia. Nos termos dos tratados em vigor, e do projeto de tratado para a Constituição Europeia, a gestão dos recursos biológicos marinhos é competência exclusiva da União, o que levou já à abertura parcial da pesca (entre as 100 e as 200 milhas náuticas) a embarcações comunitárias contra a vontade do governo açoriano.
Para se compreender a posição do arquipélago atente-se nas seguintes distâncias medidas ao longo da ortodrómica (grande círculo) a partir de um ponto sito no centro geográfico dos Açores (38º 35’ N; 28º 05’ W):
- Funchal, Madeira — 1 206 km;
- Lisboa — 1 643 km;
- Mizen Head, Irlanda — 2 011 km;
- Cape Race, Terra Nova e Labrador, Canadá — 2 253 km;
- Londres — 2 595 km;
- Praia, Cabo Verde — 2 668 km;
- Paris — 2 673 km;
- Reiquejavique, Islândia — 2 871 km;
- Hamilton, Bermuda — 3 371 km;
- Boston, Mass, EUA — 3 618 km;
- Nova Iorque, N. I, EUA — 3 889 km;
- João Pessoa, PB, Brasil — 4 994 km;
- Brasília — 6 385 km.

## Política

### Eleições legislativas (nacionais)
| Ano  | %       | D       | %    | D  | %      | D      | %           | D           | %       | D       | %   | D   | %    | D   | %    | D   | %    | D    | %    | D   | %  | D  | % | D | %  | D  | %  | D  | %  | D  |
| Ano  | PPD/PSD | PPD/PSD | PS   | PS | CDS-PP | CDS-PP | PCP/APU/CDU | PCP/APU/CDU | MDP/CDE | MDP/CDE | UDP | UDP | PRD  | PRD | PSN  | PSN | B.E. | B.E. | PAN  | PAN | AA | AA | L | L | CH | CH | IL | IL | AD | AD |
| ---- | ------- | ------- | ---- | -- | ------ | ------ | ----------- | ----------- | ------- | ------- | --- | --- | ---- | --- | ---- | --- | ---- | ---- | ---- | --- | -- | -- | - | - | -- | -- | -- | -- | -- | -- |
| 1975 | 59,3    | 5       | 26,9 | 1  | 3,5    | –      | 1,9         | –           | 2,3     | –       | –   | –   |      |     |      |     |      |      |      |     |    |    |   |   |    |    |    |    |    |    |
| 1976 | 49,5    | 4       | 33,6 | 2  | 10,7   | –      | 1,5         | –           |         |         | –   | –   |      |     |      |     |      |      |      |     |    |    |   |   |    |    |    |    |    |    |
| 1979 | 52,0    | 3       | 30,0 | 2  | 7,3    | –      | 3,1         | –           | APU     | APU     | 1,7 | –   |      |     |      |     |      |      |      |     |    |    |   |   |    |    |    |    |    |    |
| 1980 | 57,0    | 4       | 27,3 | 1  | 4,5    | –      | 3,1         | –           | APU     | APU     | 1,3 | –   |      |     |      |     |      |      |      |     |    |    |   |   |    |    |    |    |    |    |
| 1983 | 54,5    | 3       | 31,1 | 2  | 4,7    | –      | 3,1         | –           | APU     | APU     | 0,6 | –   |      |     |      |     |      |      |      |     |    |    |   |   |    |    |    |    |    |    |
| 1985 | 48,3    | 3       | 20,1 | 1  | 6,5    | –      | 4,4         | –           | APU     | APU     | 1,2 | –   | 15,2 | 1   |      |     |      |      |      |     |    |    |   |   |    |    |    |    |    |    |
| 1987 | 66,7    | 4       | 20,0 | 1  | 3,3    | –      | 2,3         | –           | 0,3     | –       | 0,5 | –   | 3,0  | –   |      |     |      |      |      |     |    |    |   |   |    |    |    |    |    |    |
| 1991 | 64,1    | 4       | 25,8 | 1  | 3,4    | –      | 1,3         | –           |         |         | 0,4 | –   | 0,4  | –   | –    | –   |      |      |      |     |    |    |   |   |    |    |    |    |    |    |
| 1995 | 47,8    | 3       | 37,6 | 2  | 9,4    | –      | 1,8         | –           | 0,4     | –       |     |     | –    | –   |      |     |      |      |      |     |    |    |   |   |    |    |    |    |    |    |
| 1999 | 35,8    | 2       | 53,3 | 3  | 5,6    | –      | 1,7         | –           |         |         | –   | –   | 1,1  | –   |      |     |      |      |      |     |    |    |   |   |    |    |    |    |    |    |
| 2002 | 45,4    | 3       | 41,0 | 2  | 8,4    | –      | 1,4         | –           |         |         | 1,4 | –   |      |     |      |     |      |      |      |     |    |    |   |   |    |    |    |    |    |    |
| 2005 | 34,4    | 2       | 53,1 | 3  | 4,0    | –      | 1,7         | –           | 2,9     | –       |     |     |      |     |      |     |      |      |      |     |    |    |   |   |    |    |    |    |    |    |
| 2009 | 35,7    | 2       | 39,7 | 3  | 10,3   | –      | 2,2         | –           | 7,3     | –       |     |     |      |     |      |     |      |      |      |     |    |    |   |   |    |    |    |    |    |    |
| 2011 | 47,4    | 3       | 25,7 | 2  | 12,1   | –      | 2,5         | –           | 4,4     | –       | 0,8 | –   |      |     |      |     |      |      |      |     |    |    |   |   |    |    |    |    |    |    |
| 2015 | 36,1    | 2       | 40,4 | 3  | AA     | AA     | 2,5         | –           | 7,8     | –       | 0,9 | –   | 3,9  | –   | 0,4  | –   |      |      |      |     |    |    |   |   |    |    |    |    |    |    |
| 2019 | 30,2    | 2       | 40,1 | 3  | 4,8    | –      | 2,4         | –           | 8,0     | –       | 2,6 | –   |      |     | 0,9  | –   | 0,8  | –    | 0,7  | –   |    |    |   |   |    |    |    |    |    |    |
| 2022 | AD      | AD      | 42,8 | 3  | AD     | AD     | 1,5         | –           | 4,3     | –       | 1,4 | –   | 0,9  | –   | 5,9  | –   | 4,1  | –    | 33,9 | 2   |    |    |   |   |    |    |    |    |    |    |
| 2024 | AD      | AD      | 29,2 | 2  | AD     | AD     | 1,1         | –           | 3,4     | –       | 1,6 | –   | 1,7  | –   | 15,8 | 1   | 2,7  | –    | 39,8 | 2   |    |    |   |   |    |    |    |    |    |    |

### Eleições legislativas regionais
| Ano  | %       | D       | %    | D  | %      | D      | %           | D           | %    | D    | %    | D  | %       | D       | %    | D    | %   | D   | %   | D  | %   | D   | %  | D  | %  | D  |
| Ano  | PPD/PSD | PPD/PSD | PS   | PS | CDS-PP | CDS-PP | PCP/APU/CDU | PCP/APU/CDU | PPM  | PPM  | AD   | AD | AD-A/MC | AD-A/MC | B.E. | B.E. | CDA | CDA | CA  | CA | PAN | PAN | CH | CH | IL | IL |
| ---- | ------- | ------- | ---- | -- | ------ | ------ | ----------- | ----------- | ---- | ---- | ---- | -- | ------- | ------- | ---- | ---- | --- | --- | --- | -- | --- | --- | -- | -- | -- | -- |
| 1976 | 53,8    | 27      | 32,8 | 14 | 7,5    | 2      | 2,2         | –           |      |      |      |    |         |         |      |      |     |     |     |    |     |     |    |    |    |    |
| 1980 | 57,3    | 30      | 27,3 | 12 | 4,5    | 1      | 3,2         | –           |      |      |      |    |         |         |      |      |     |     |     |    |     |     |    |    |    |    |
| 1984 | 56,4    | 28      | 24,2 | 13 | 7,9    | 2      | 5,3         | 1           | 0,0  | –    |      |    |         |         |      |      |     |     |     |    |     |     |    |    |    |    |
| 1988 | 48,6    | 26      | 35,5 | 22 | 7,0    | 2      | 3,8         | 1           | 0,2  | –    |      |    |         |         |      |      |     |     |     |    |     |     |    |    |    |    |
| 1992 | 53,6    | 28      | 36,4 | 21 | AD-A   | AD-A   | 2,3         | 1           | AD-A | AD-A | 4,6  | 1  |         |         |      |      |     |     |     |    |     |     |    |    |    |    |
| 1996 | 41,0    | 24      | 45,8 | 24 | 7,4    | 3      | 3,5         | 1           |      |      |      |    |         |         |      |      |     |     |     |    |     |     |    |    |    |    |
| 2000 | 32,5    | 18      | 49,2 | 30 | 9,6    | 2      | 4,8         | 2           | CDA  | CDA  | 1,4  | –  | 0,8     | –       |      |      |     |     |     |    |     |     |    |    |    |    |
| 2004 | CA      | CA      | 57,0 | 31 | CA     | CA     | 2,8         | –           | 0,3  | –    | 1,0  | –  |         |         | 36,8 | 21   |     |     |     |    |     |     |    |    |    |    |
| 2008 | 30,3    | 18      | 49,9 | 30 | 8,7    | 5      | 3,1         | 1           | 0,5  | 1    | 3,3  | 2  |         |         |      |      |     |     |     |    |     |     |    |    |    |    |
| 2012 | 33,0    | 20      | 49,0 | 31 | 5,7    | 3      | 1,9         | 1           | 0,1  | 1    | 2,3  | 1  | 0,6     | –       |      |      |     |     |     |    |     |     |    |    |    |    |
| 2016 | 30,9    | 19      | 46,4 | 30 | 7,2    | 4      | 2,6         | 1           | 0,9  | 1    | 3,7  | 2  | 1,4     | –       |      |      |     |     |     |    |     |     |    |    |    |    |
| 2020 | 33,7    | 21      | 39,1 | 25 | 5,5    | 3      | 1,7         | –           | 2,3  | 1    | 0,1  | 1  | 3,8     | 2       | 1,9  | 1    | 5,1 | 2   | 1,9 | 1  |     |     |    |    |    |    |
| 2024 | AD      | AD      | 35,9 | 23 | AD     | AD     | 1,6         | –           | AD   | AD   | 42,1 | 26 |         |         | 2,5  | 1    | 1,7 | 1   | 9,2 | 5  | 2,1 | 1   |    |    |    |    |

## Organização administrativa

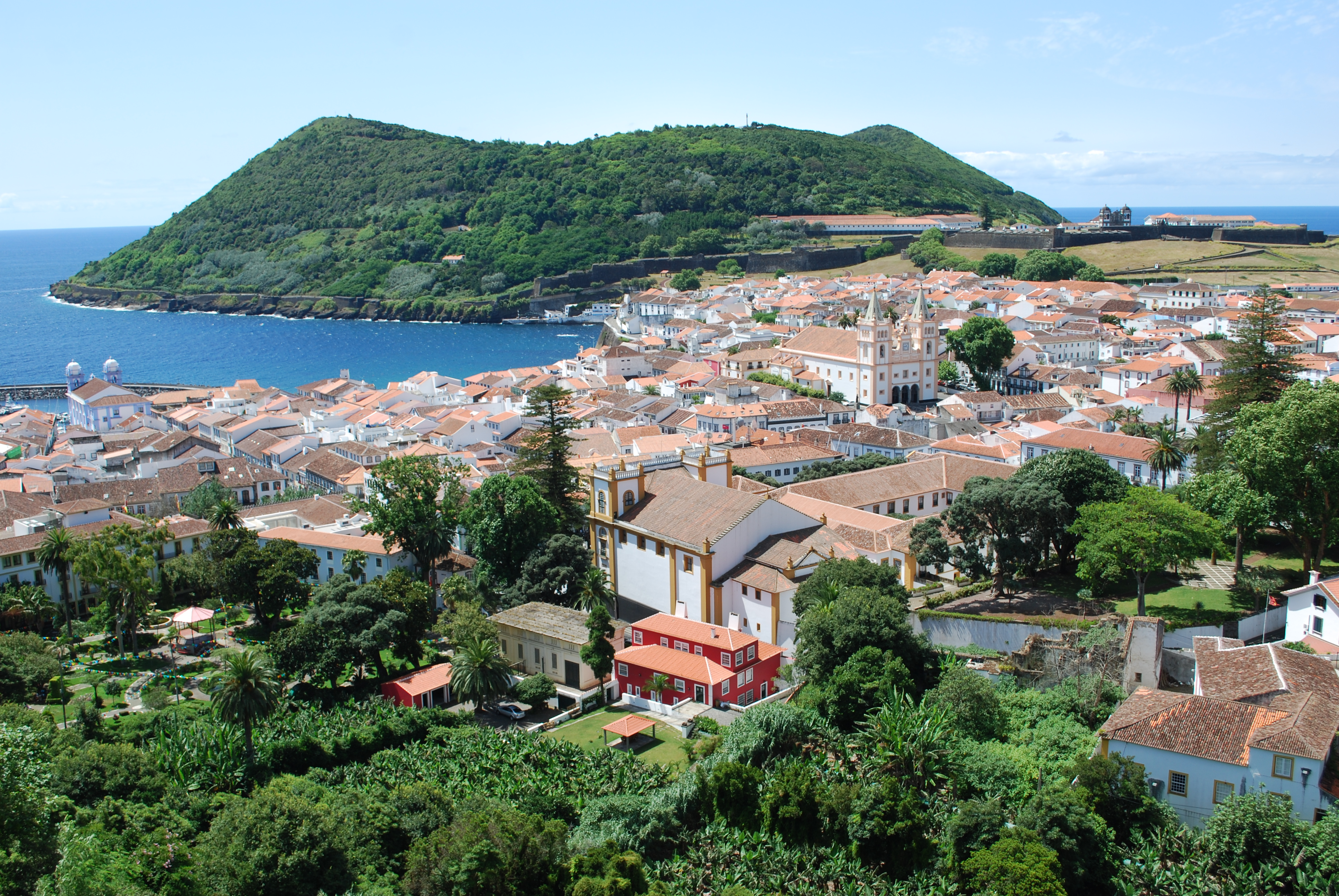
Angra do Heroísmo: uma das principais cidades açorianas e sede da Diocese de Angra, na Ilha Terceira; ao fundo, o Monte Brasil

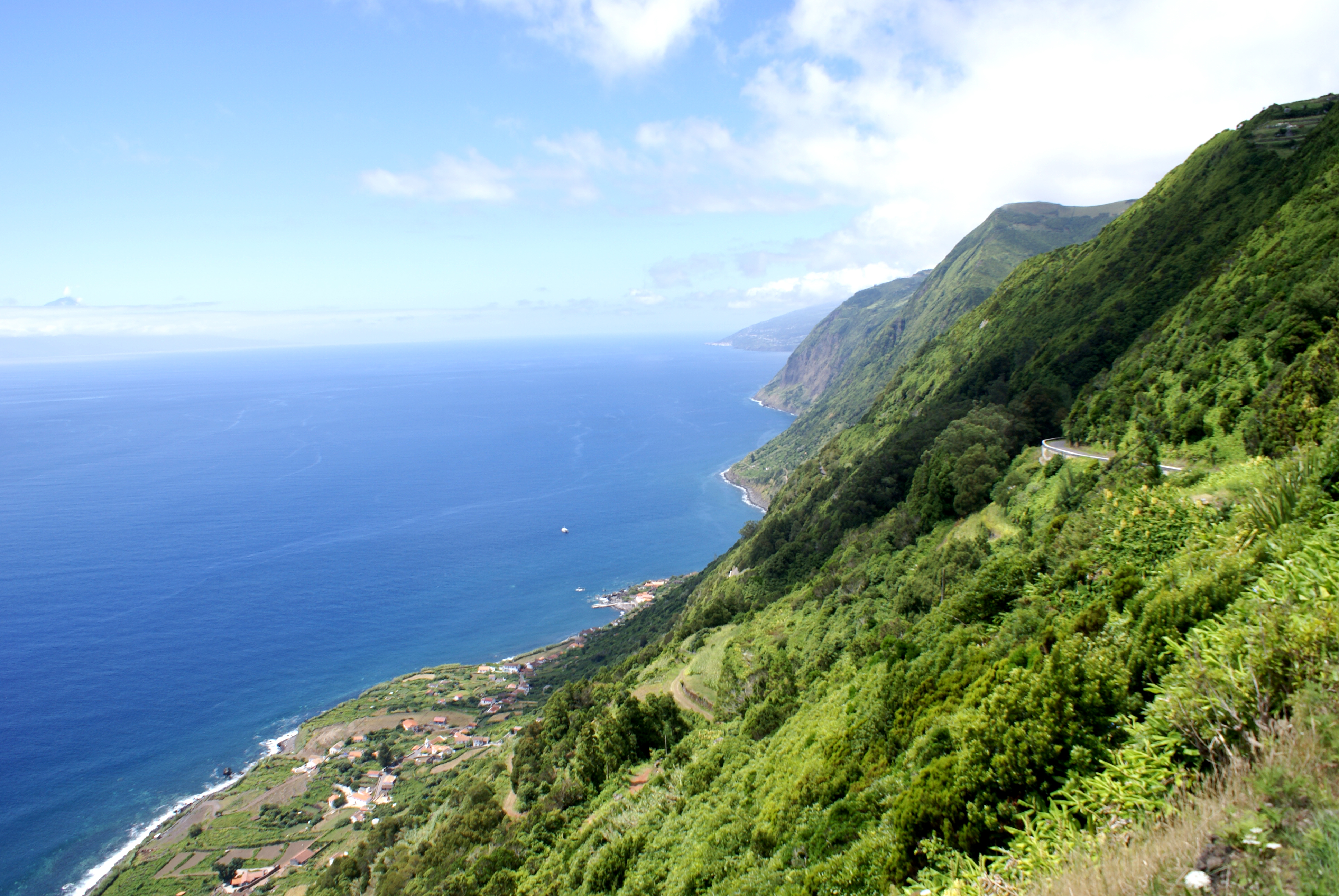
Fajã de São João, falésias, vila da Calheta, na ilha de São Jorge

Politicamente e administrativamente, os Açores constituem, desde 1976, uma região autónoma integrada na República Portuguesa. 
A Região Autónoma dos Açores é dotada de governo próprio e de uma ampla autonomia legislativa, regulada pela Constituição da República Portuguesa e pelo Estatuto Político-Administrativo da Região Autónoma dos Açores. Os órgãos de governo próprio da região autónoma são a Assembleia Legislativa e o Governo Regional. A Assembleia Legislativa da Região Autónoma dos Açores constitui um parlamento unicameral, composto por 57 deputados eleitos por sufrágio universal e direto em cada quatro anos (última eleição a 14 de Outubro de 2012). O Governo Regional dos Açores é o órgão executivo da política da região, dependente de legitimidade parlamentar, sendo composto por um presidente e por diversos secretários regionais, podendo ainda incluir vice-presidentes e subsecretários regionais (atualmente, inclui o presidente, um vice-presidente e sete secretários regionais). 
A República Portuguesa é representada nos Açores por um representante da República, nomeado pelo Presidente da República. Compete-lhe exercer regionalmente algumas funções análogas às que, a nível nacional, são exercidas pelo Presidente da República, incluindo nomear o presidente do Governo Regional, nomear e exonerar os restantes membros do Governo Regional, assinar e mandar publicar os decretos legislativos e regulamentares regionais e exercer o direito de veto sobre as leis regionais. A nomeação do representante da República é feita por livre iniciativa do Presidente da República, ouvido o Conselho de Estado e o seu mandato coincide com o presidencial. Este cargo foi criado no âmbito da revisão constitucional de 2004, em substituição do cargo de ministro da República, então extinto. Este novo dispositivo constitucional produziu efeitos com o termo do mandato de Jorge Sampaio como Presidente da República, em março de 2006. Álvaro Laborinho Lúcio entrou na história como o último ministro da República, sendo sucedido por José António Mesquita como o primeiro representante da República.
Até 1976, os Açores dividiam-se administrativamente em três distritos autónomos, que eram os de Ponta Delgada, Angra do Heroísmo e da Horta. Apesar de formalmente extintos, os antigos distritos continuaram a funcionar como áreas geográficas de referência para diversos efeitos. Como exemplo, no âmbito da região, constituem ainda o território de jurisdição de cada uma das três direções de finanças da Autoridade Tributária e Aduaneira e constituíam até 2007 a área de jurisdição de cada um dos três comandos da Polícia de Segurança Pública. Para efeitos particulares constituem ainda as áreas geográficas das associações de futebol e de outras modalidades desportivas, que mantêm campeonatos distritais das respectivas modalidades.
As ilhas não têm existência jurídica no ordenamento administrativo açoriano, exceto para efeitos eleitorais e consultivos. De acordo com a lei eleitoral, cada ilha constitui um dos círculos eleitorais para a eleição dos deputados da Assembleia Legislativa da Região Autónoma dos Açores. Cada ilha constitui também o território de jurisdição de um conselho de ilha, cada qual constituindo um órgão consultivo ao qual compete coordenar as diversas autarquias locais de cada ilha e aconselhar os órgãos de governo próprio da região em matérias de interesse específico da respetiva ilha. 
As principais subdivisões administrativas da Região Autónoma dos Açores são assim os seus 19 municípios. Para além dos municípios listados no quadro abaixo, existiram nos Açores, até à reforma administrativa do século XIX, os seguintes: Topo (hoje integrado no município da Calheta de São Jorge); Praia da Graciosa (hoje integrado no município de Santa Cruz da Graciosa); São Sebastião (hoje integrado no município de Angra do Heroísmo); Capelas (hoje integrado no município de Ponta Delgada); e Água de Pau (hoje integrado no município da Lagoa). As freguesias que foram sedes daqueles municípios recuperaram, pelo Decreto Legislativo Regional n.º 29/2003/A, de 24 de junho, da Assembleia Legislativa, a categoria de "vila". As populações de Capelas e freguesias vizinhas reivindicam a restauração daquele município.[carece de fontes?]
Por sua vez, os municípios subdividem-se em freguesias, com excepção do Corvo. Dada a pequenez do município do Corvo, cujo território coincide com o da ilha com o mesmo nome, o Estatuto Político Administrativo da Região Autónoma dos Açores estabelece que as funções cometidas àquele nível da administração no restante território são exercidas diretamente pelos correspondentes órgãos municipais. A ilha do Corvo é assim a única parcela de todo o território de Portugal que não está integrada em qualquer freguesia.
A área e a distribuição da população por cada ilha e município são as seguintes:
| Divisão administrativa, área e população | Divisão administrativa, área e população | Divisão administrativa, área e população | Divisão administrativa, área e população | Divisão administrativa, área e população | Divisão administrativa, área e população | Divisão administrativa, área e população | Divisão administrativa, área e população | Divisão administrativa, área e população | Divisão administrativa, área e população | Divisão administrativa, área e população | Divisão administrativa, área e população | Divisão administrativa, área e população |
| Ilha                                     | Município                                | Área km²                                 | População (1991)                         | População (2001)                         | População (2011)                         | População (2021)                         | Variação 1991/2001 (%)                   | Variação 2001/2011 (%)                   | Variação 2011/2021 (%)                   | Densidade Pop. (2001) (hab/km²)          | Densidade Pop. (2011) (hab/km²)          | Densidade Pop. (2021) (hab/km²)          |
| ---------------------------------------- | ---------------------------------------- | ---------------------------------------- | ---------------------------------------- | ---------------------------------------- | ---------------------------------------- | ---------------------------------------- | ---------------------------------------- | ---------------------------------------- | ---------------------------------------- | ---------------------------------------- | ---------------------------------------- | ---------------------------------------- |
| Santa Maria:                             |                                          | 97,2                                     | 5 922                                    | 5 578                                    | 5 547                                    | 5 406                                    | -5,8                                     | -0,6                                     | -2,6                                     | 57,4                                     | 57,1                                     | XX,X                                     |
| Santa Maria:                             | Vila do Porto                            | 97,2                                     | 5 922                                    | 5 578                                    | 5 547                                    | 5 406                                    | -5,8                                     | -0,6                                     | -2,6                                     | 57,4                                     | 57,1                                     | XX,X                                     |
| São Miguel:                              |                                          | 746,8                                    | 125 915                                  | 131 609                                  | 137 699                                  | 133 288                                  | +4,5                                     | +4,6                                     | -3,3                                     | 176,2                                    | 184,4                                    | XX,X                                     |
| São Miguel:                              | Lagoa                                    | 45,6                                     | 12 900                                   | 14 126                                   | 14 430                                   | 14 189                                   | +9,5                                     | +2,2                                     | -1,7                                     | 311,8                                    | 316,4                                    | XX,X                                     |
| São Miguel:                              | Nordeste                                 | 99,9                                     | 5 490                                    | 5 291                                    | 4 920                                    | 4 368                                    | -3,6                                     | -7,0                                     | -11,5                                    | 52,1                                     | 49,2                                     | XX,X                                     |
| São Miguel:                              | Ponta Delgada                            | 233,0                                    | 61 989                                   | 65 854                                   | 68 748                                   | 67 229                                   | +6,2                                     | +4,4                                     | -2,3                                     | 277,3                                    | 295,1                                    | XX,X                                     |
| São Miguel:                              | Povoação                                 | 108,0                                    | 7 323                                    | 6 726                                    | 6 314                                    | 5 791                                    | -8,2                                     | -6,1                                     | -8,5                                     | 61,3                                     | 58,5                                     | XX,X                                     |
| São Miguel:                              | Ribeira Grande                           | 180,2                                    | 27 163                                   | 28 462                                   | 32 032                                   | 31 388                                   | +4,8                                     | +12,5                                    | -2,3                                     | 158,2                                    | 177,8                                    | XX,X                                     |
| São Miguel:                              | Vila Franca do Campo                     | 78,0                                     | 11 050                                   | 11 150                                   | 11 255                                   | 10 323                                   | +0,9                                     | +0,9                                     | -8,1                                     | 140,9                                    | 144,3                                    | XX,X                                     |
| Terceira:                                |                                          | 402,2                                    | 55 706                                   | 55 833                                   | 56 062                                   | 53 234                                   | +0,2                                     | +0,4                                     | -5,7                                     | 138,6                                    | 139,4                                    | XX,X                                     |
| Terceira:                                | Angra do Heroísmo                        | 241,0                                    | 35 270                                   | 35 581                                   | 34 976                                   | 33 771                                   | +0,9                                     | -1,7                                     | -4,6                                     | 146,2                                    | 145,1                                    | XX,X                                     |
| Terceira:                                | Praia da Vitória                         | 161,3                                    | 20 436                                   | 20 252                                   | 21 086                                   | 19 463                                   | -0,9                                     | +4,1                                     | -7,5                                     | 124,4                                    | 130,7                                    | XX,X                                     |
| Graciosa:                                |                                          | 61,2                                     | 5 189                                    | 4 780                                    | 4 393                                    | 4 090                                    | -7,9                                     | -8,1                                     | -6,8                                     | 78,1                                     | 71,8                                     | XX,X                                     |
| Graciosa:                                | Santa Cruz da Graciosa                   | 61,2                                     | 5 189                                    | 4 780                                    | 4 393                                    | 4 090                                    | -7,9                                     | -8,1                                     | -6,8                                     | 78,1                                     | 71,8                                     | XX,X                                     |
| São Jorge:                               |                                          | 245,8                                    | 10 219                                   | 9 674                                    | 8 998                                    | 8 373                                    | -5,3                                     | -7,0                                     | -8,7                                     | 39,4                                     | 36,6                                     | XX,X                                     |
| São Jorge:                               | Calheta                                  | 126,3                                    | 4 512                                    | 4 069                                    | 3 617                                    | 3 437                                    | -9,8                                     | -11,1                                    | -8,9                                     | 31,5                                     | 28,6                                     | XX,X                                     |
| São Jorge:                               | Velas                                    | 117,4                                    | 5 707                                    | 5 605                                    | 5 381                                    | 4 936                                    | -1,8                                     | -4,0                                     | -8,6                                     | 47,2                                     | 45,8                                     | XX,X                                     |
| Pico:                                    |                                          | 447,7                                    | 15 202                                   | 14 806                                   | 14 144                                   | 13 879                                   | -2,6                                     | -4,5                                     | -1,9                                     | 33,1                                     | 31,6                                     | XX,X                                     |
| Pico:                                    | Lajes do Pico                            | 155,3                                    | 5 563                                    | 5 041                                    | 4 701                                    | 4 340                                    | -9,4                                     | -6,7                                     | -7,9                                     | 31,5                                     | 30,3                                     | XX,X                                     |
| Pico:                                    | Madalena                                 | 147,1                                    | 5 964                                    | 6 136                                    | 6 049                                    | 6 319                                    | +2,9                                     | -1,4                                     | +4,5                                     | 41,3                                     | 41,1                                     | XX,X                                     |
| Pico:                                    | São Roque do Pico                        | 142,4                                    | 3 675                                    | 3 629                                    | 3 394                                    | 3 220                                    | -1,3                                     | -6,5                                     | -5,0                                     | 25,3                                     | 23,8                                     | XX,X                                     |
| Faial:                                   |                                          | 173,1                                    | 14 920                                   | 15 063                                   | 15 038                                   | 14 331                                   | +1,0                                     | -0,2                                     | -4,4                                     | 87,0                                     | 86,9                                     | XX,X                                     |
| Faial:                                   | Horta                                    | 173,1                                    | 14 920                                   | 15 063                                   | 15 038                                   | 14 331                                   | +1,0                                     | -0,2                                     | -4,4                                     | 87,0                                     | 86,9                                     | XX,X                                     |
| Flores:                                  |                                          | 141,7                                    | 4 329                                    | 3 995                                    | 3 791                                    | 3 428                                    | -7,7                                     | -5,1                                     | -9,6                                     | 28,2                                     | 25,8                                     | XX,X                                     |
| Flores:                                  | Lajes das Flores                         | 70,0                                     | 1 701                                    | 1 502                                    | 1 503                                    | 1 408                                    | -11,7                                    | +0,0                                     | -6,4                                     | 21,5                                     | 21,5                                     | XX,X                                     |
| Flores:                                  | Santa Cruz das Flores                    | 70,9                                     | 2 628                                    | 2 493                                    | 2 288                                    | 2 020                                    | -5,1                                     | -8,2                                     | -11,8                                    | 34,8                                     | 32,3                                     | XX,X                                     |
| Corvo:                                   |                                          | 17,1                                     | 393                                      | 425                                      | 430                                      | 384                                      | +8,1                                     | +1,2                                     | -10,7                                    | 25,0                                     | 25,1                                     | XX,X                                     |
| Corvo:                                   | Vila do Corvo                            | 17,1                                     | 393                                      | 425                                      | 430                                      | 384                                      | +8,1                                     | +1,2                                     | -10,7                                    | 25,0                                     | 25,1                                     | XX,X                                     |
| Açores                                   |                                          | 2 332,74                                 | 237 795                                  | 241 763                                  | 246 102                                  | 236 413                                  | +1,7                                     | +1,8                                     | -4,2                                     | 103,6                                    | 105,5                                    | XXX,X                                    |

## Análise da situação socioeconómica

### Demografia
A população registada nos censos foi:

## População residente
| Ano  | 0-14 Anos | 15-24 Anos | 25-64 Anos | > 65 Anos |
| 1900 | 82 312    | 42 968     | 108 397    | 22 141    |
| 1911 | 81 519    | 38 269     | 99 307     | 23 119    |
| 1920 | 77 641    | 38 573     | 92 932     | 22 277    |
| 1930 | 83 091    | 47 075     | 103 086    | 20 138    |
| 1940 | 94 043    | 53 166     | 118 379    | 20 415    |
| 1950 | 97 724    | 58 194     | 139 963    | 21 396    |
| 1960 | 108 393   | 51 909     | 145 322    | 21 852    |
| 1970 | 93 790    | 47 235     | 118 985    | 25 005    |
| 1981 | 72 258    | 43 050     | 100 630    | 27 472    |
| 1991 | 62 857    | 39 924     | 105 339    | 29 675    |
| 2001 | 51 767    | 41 092     | 117 585    | 31 319    |
| 2011 | 44 197    | 34 731     | 135 466    | 32 378    |
| 2021 | 34 553    | 28 239     | 134 512    | 39 109    |

* População residente; ** População presente (1900–1950)

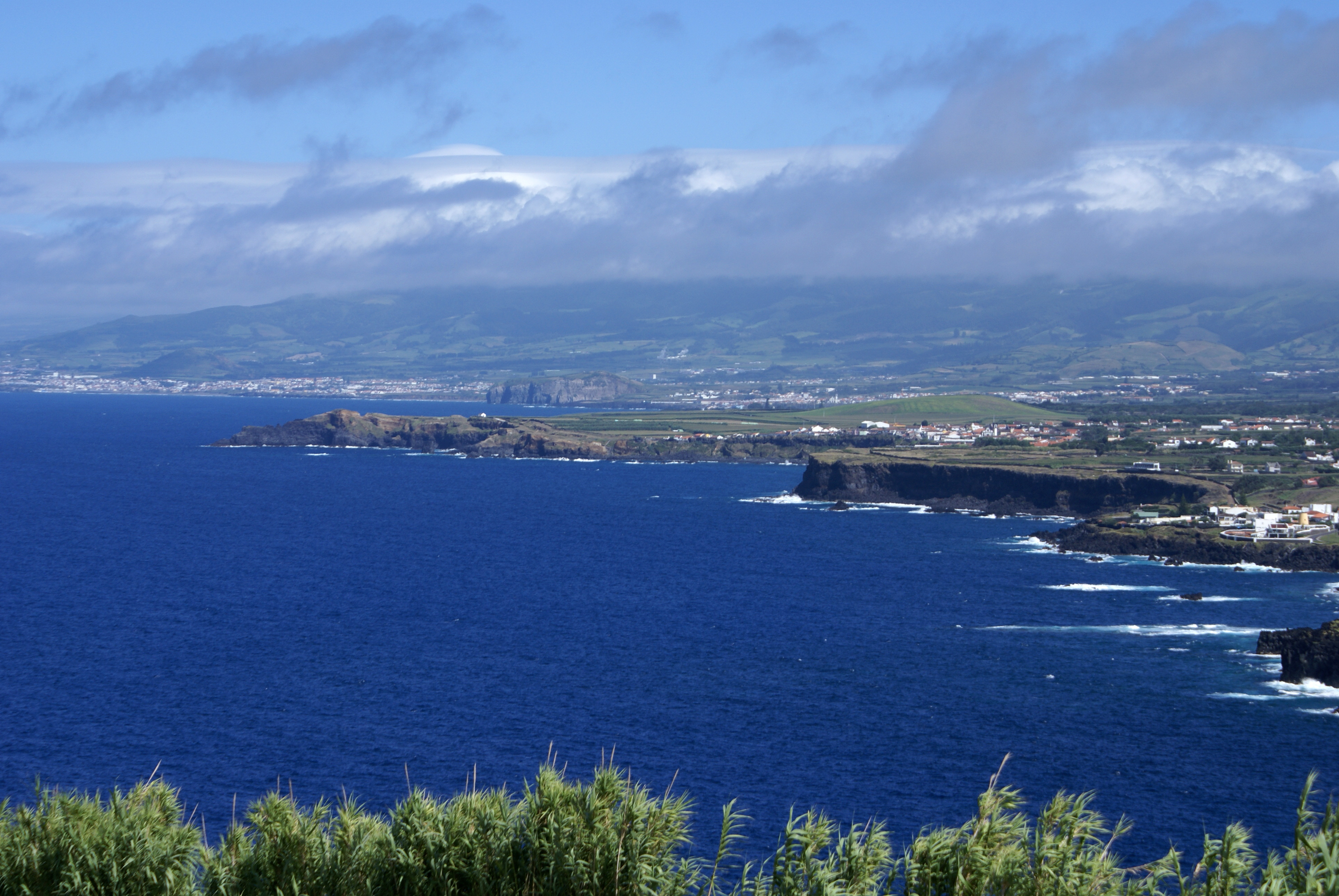
Miradouro da Vigia da Baleia, aspecto do ordenamento do povoamento ao longo da costa

Contrariando a tendência verificada nas últimas décadas, a população residente atingiu 236 440 habitantes em 2021, menos 4,2% face a 2011. Nos anos 2001 e 2011 verificou-se crescimentos moderados da população residente (1,7% e 1,8%, respetivamente), situando-se em 241 763 habitantes em 2001 e 246 772 habitantes em 2011. Porém, o acréscimo de população não está distribuído de forma equilibrada pelas diferentes ilhas, havendo variações negativas expressivas nas ilhas Graciosa, Flores e Santa Maria, denotando uma tendência de concentração da população nas ilhas onde se localizam as principais funções administrativas e económicas. O crescimento demográfico que se tem verificado nos últimos anos poderá ser explicado, em grande medida, pelos fluxos migratórios, que têm registado valores positivos, por via do decréscimo acentuado da emigração e do aumento da imigração, dado que o saldo natural tem vindo a declinar.
O crescimento concentrou-se essencialmente na ilha de São Miguel. O crescimento no Faial é meramente conjuntural e resulta da deslocação de trabalhadores da construção civil resultante das obras de reconstrução do sismo de 9 de julho de 1998. Qualquer que seja o cenário considerado, estima-se que a população dos Açores continuará a crescer lentamente nos próximos anos.
Em termos da evolução da estrutura da população por grandes grupos etários, e com base nos últimos recenseamentos e nas projeções existentes, observa-se que o crescimento demográfico tende a concentrar-se no grupo correspondente à população potencialmente ativa (15–64 anos), por contrapartida do grupo etário relativo aos jovens, mantendo-se praticamente inalterado o peso relativo dos idosos no contexto da população residente nos Açores.
A tendência na próxima década é para se acentuar o envelhecimento da população residente, em virtude, sobretudo, da diminuição do peso relativo dos jovens resultante do efeito conjugado da diminuição das taxas de natalidade/fecundidade e do aumento da esperança de vida. Com efeito, através da análise comparada de alguns indicadores demográficos, verifica-se que a evolução destes indicadores tem sido decrescente nos últimos anos. A taxa de mortalidade geral mantém-se praticamente constante, com o valor anual na vizinhança dos 11‰ óbitos. No que se refere à mortalidade infantil, nos Açores continua a verificar-se uma tendência decrescente tendo atingido os 2,9‰ nascimentos em 2003. Relativamente ao número de casamentos verificados em 2003, constata-se que se verificou um aumento do número de casamentos, contrariando a tendência decrescente dos anos anteriores.
Em termos finais, as projeções demográficas apontam para uma estabilização ou decréscimo populacional, associados a um continuado envelhecimento das estruturas demográficas, resultante da diminuição das taxas de fecundidade/natalidade e do aumento da esperança de vida. Esta tendência tem vindo a ser atenuada pela inversão do comportamento migratório, que, desde meados dos anos noventa, tem registado valores positivos associado, sobretudo, a um aumento da imigração. A Região Autónoma dos Açores poderá ser uma das regiões que mais beneficiará com a entrada de estrangeiros, desde que os níveis médios de fecundidade apresentados sejam mantidos, contrariando a acentuada tendência de decréscimo de residentes.
Estas alterações na dinâmica demográfica levantam sérias questões e desafios a nível económico e social, já que a sociedade será cada vez mais diversificada e envelhecida o que, não só compromete as gerações futuras, como provoca alterações nos hábitos de consumo, nas relações sociais e na economia. O aumento da população ativa exercerá pressões no mercado de trabalho, no sentido de se criarem mais postos de trabalho, e provocará uma distribuição desigual da população entre os centros urbanos e o meio rural. O aumento da imigração também acentuará a pressão sobre o mercado de trabalho, daí que seja fundamental o seguimento de políticas de formação e requalificação profissional dos ativos.

### Origem étnica

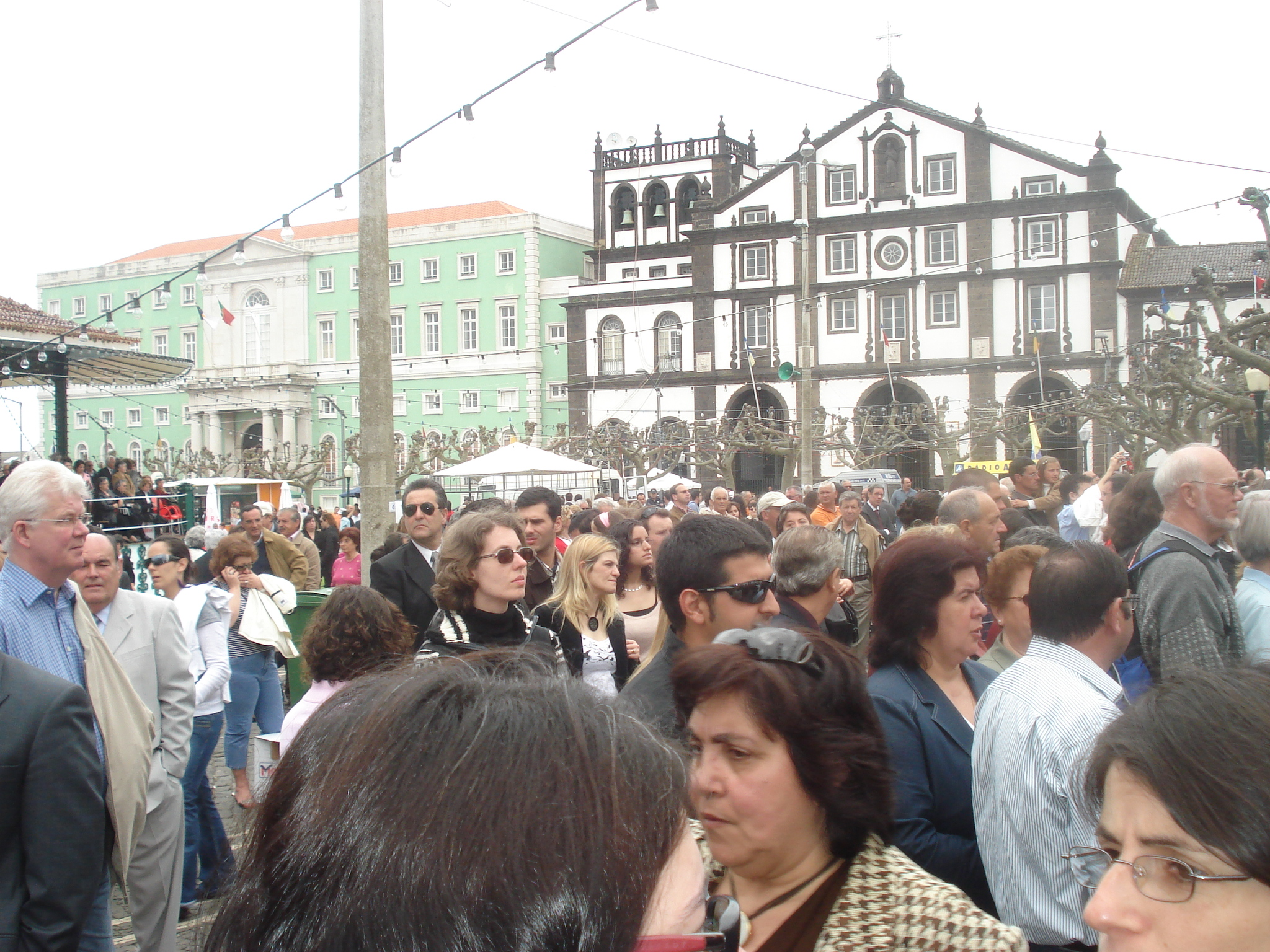
Açorianos durante uma festividade religiosa

Do ponto de vista genético, a população dos Açores é bastante semelhante à população de Portugal continental, de onde se originou a maior parte dos seus povoadores. Foram detectadas, de forma reduzida, influências de outras populações europeias (particularmente do Norte da Europa), de populações do Oriente Próximo, do Norte da África e da África subsariana. Analisando o DNA mitocondrial de açorianos oriundos de três regiões do arquipélago (oriental, ocidental e central), 81,3% apresentavam DNA mitocondrial de origem europeia, 11,3% de origem africana e 7,5% do Oriente Próximo ou de origem judaica. O grupo que mais apresentou contribuições não europeias foi o oriental (cerca de 25%), a maior parte africanos (18,2%). No grupo central, por outro lado, as contribuições não europeias ficaram em 15%, a maior parte judaica ou do Oriente Próximo (10%), enquanto a contribuição africana ficou em 5%. O grupo ocidental foi aquele que apresentou menor grau de ascendências não europeias (6,5%), a maior parte africanas. Em relação às linhagens masculinas, também houve uma predominância de contribuições europeias, porém mais uma vez foram detectadas contribuições africanas, do Oriente Próximo/judaica e até mesmo indiana (1,1%).
Os documentos históricos revelam que os Açores foram povoados sobretudo por portugueses, e as regiões do Algarve, Alentejo e Minho eram destacadas como fornecedoras de colonos. Também foi relatada a presença de povoadores oriundos do arquipélago da Madeira, assim como de indivíduos de origem judaica. A presença de pessoas oriundas de outros países da Europa também é relatada, com particular destaque para povoadores flamengos, que terão tido maior presença nas ilhas centrais, especialmente na Ilha do Faial. A presença de escravos (mouriscos e negros) também é amplamente documentada. As linhagens tipicamente africanas encontradas nos habitantes dos Açores, apesar da frequência reduzida, são as mais elevadas dentro da população portuguesa, o que denota uma possível maior integração dos escravos negros na população açoriana.

### Aspetos macroeconómicos
O Produto Interno Bruto (PIB) dos Açores atingiu, em 2002, os 2 400 milhões de euros, segundo os dados mais recentes das contas regionais. Atendendo a que, em relação ao ano anterior, registou um crescimento nominal (8,2%) superior à média nacional (4,8%), a Região reforçou notoriamente a sua importância relativa no todo nacional. Em resultado deste comportamento da economia regional, a partir de 2002, os Açores deixam de ser a última região NUTS II do país em termos do PIB per capita. Constata-se uma convergência real do PIB per capita com a média nacional e a da União Europeia, representando agora 82% do valor médio nacional.
Relativamente à comparação com a União Europeia, após a entrada de dois novos Estados Membros, Bulgária e Roménia, podemos verificar que a Paridade de Poder de Compra em percentagem da Europa a 27, baixou de 71,3 em 2002 para 65,9 em 2004, quebrando o ciclo de crescimento. Em comparação com a média nacional, este indicador situa-se em 88 da média nacional quando dez anos antes era de 77, crescendo neste período de uma forma mais ou menos constante.
Em termos da repartição setorial do valor acrescentado bruto na produção de bens e serviços, nos últimos anos em que se dispõe de informação estatística, regista-se um certo reforço do sector terciário, por contrapartida de uma menor expressão relativa dos restantes sectores de atividade económica.

### Mercado de emprego
A evolução do mercado de trabalho nos Açores tem-se caracterizado por um aumento continuado da população activa, maior atividade do segmento feminino da população e a manutenção de taxas de desemprego relativamente reduzidas, indiciadoras de uma situação de quase pleno emprego.
Tomando o último ano completo em que se dispõe de informação, observa-se que, em 2003, a taxa de desemprego rondou os 2,9%. Os Açores são a segunda região da União Europeia (depois do Tirol, na Áustria) que naquele período temporal apresentou a taxa de desemprego mais baixa.
Em termos de repartição setorial da população empregada, é o sector dos serviços que absorve a maioria dos empregados, mantendo ainda algum peso relativo o sector primário da economia.

### Preços
Ao nível da variação dos preços no consumo, a taxa de inflação na Região tem apresentado valores baixos e enquadrados na tendência geral do país e da Europa comunitária.
Em 2004, a taxa de variação média dos últimos doze meses, do índice de preços no consumidor, foi de 2,7% nos Açores.

### Finanças públicas
A execução orçamental relativa ao ano de 2004 atingiu plenamente os objetivos inicialmente traçados, na medida em que foi assegurada uma contenção efetiva nas despesas de funcionamento da administração regional (+2,1%) e, ao mesmo tempo, registou-se uma taxa de crescimento das despesas de investimento (+6,5%), superior às observadas nos últimos cinco anos.
A Conta da Região relativa a 2004, excluindo as contas de ordem, apresentará um saldo positivo da ordem dos 22 milhões de euros, fundamentalmente, em consequência de diversos ajustamentos efetuados em sede das receitas fiscais geradas na Região e, também, da contenção imprimida às despesas de funcionamento. Efetivamente, registou-se uma melhoria significativa no rácio de cobertura das despesas de funcionamento pelas receitas próprias da Região, o qual passou de 90,2% para 98,2%, entre 2003 e 2004.
No âmbito das receitas da Região, foram as receitas próprias, com um valor de 497,2 milhões de euros, que registaram uma taxa de crescimento mais significativa, +11,2%, observando, igualmente, um acréscimo do seu peso relativo no total da receita, o qual passou de 63,1%, em 2003, para 65,9%, em 2004.
No cômputo das receitas próprias, salientam-se as receitas fiscais cuja execução atingiu os 488,7 milhões de euros, mais 14,9% do que o respectivo valor de 2003.
Os dois grandes agregados da despesa pública — funcionamento e plano de investimentos — mantiveram em 2004 uma estrutura semelhante à que detinham em 2003, traduzindo uma ligeira alteração que se considera positiva, já que se registou um aumento de cerca de um ponto percentual no peso relativo das despesas de investimento por contrapartida das despesas de funcionamento.
O plano de investimentos atingiu uma execução de 226,1 milhões de euros, o que traduz uma taxa de crescimento de 6,1%, relativamente a 2003 e uma excelente taxa de realização de 97,2%, se não considerarmos as dotações do plano que estavam consignadas à receita da reprivatização da EDA (Eletricidade dos Açores, SA) e ao pagamento de bonificações de juro do crédito à habitação, cuja transferência não foi efetuada em 2004.

## Setores económicos

### Agricultura
O volume de produção de leite recebido nas fábricas situa-se num patamar da ordem de 500 milhões de litros. O leite industrializado é consumido predominantemente na forma de UHT.
O queijo representa o produto lácteo mais significativo, registando evolução positiva, mesmo nos anos de redução de matéria-prima.
A produção de carne tem registado, nos anos mais recentes, uma evolução tendencialmente positiva. O sentido desta evolução é comum aos diversos tipos de carnes. Todavia a intensidade fica a dever-se, fundamentalmente, à carne de bovino para exportação, cujo crescimento a vem aproximando dos níveis atingidos antes da crise de 1997. A evolução no crescimento das carnes para consumo nas próprias ilhas caracteriza-se mais pela moderação e regularidade.

### Pescas
A atividade piscatória, medida pelo pescado descarregado nos portos, traduz-se em volumes da ordem de 10 000 toneladas anuais, às quais correspondem valores brutos de produção na ordem de 26 milhões de euros. Anualmente, registam-se variações específicas nas condições em que se desenvolvem as atividades no sector, observando-se flutuações significativas de preços.
As diferentes variedades de pescado mais tradicional («restante pescado» no quadro abaixo) ocupam o lugar mais representativo, sendo a componente da pesca de tunídeos a que apresenta maior sensibilidade a condições de produção.
O número de pescadores matriculados situa-se na ordem de 4 milhares e o das embarcações na de 1 600 unidades. Procurando observar a atual tendência de evolução destes fatores produtivos, através de alguns rácios, verificar-se-á uma tendência no sentido do aumento de dimensão medida pela tonelagem média por embarcação e por pescador matriculado.

### Turismo

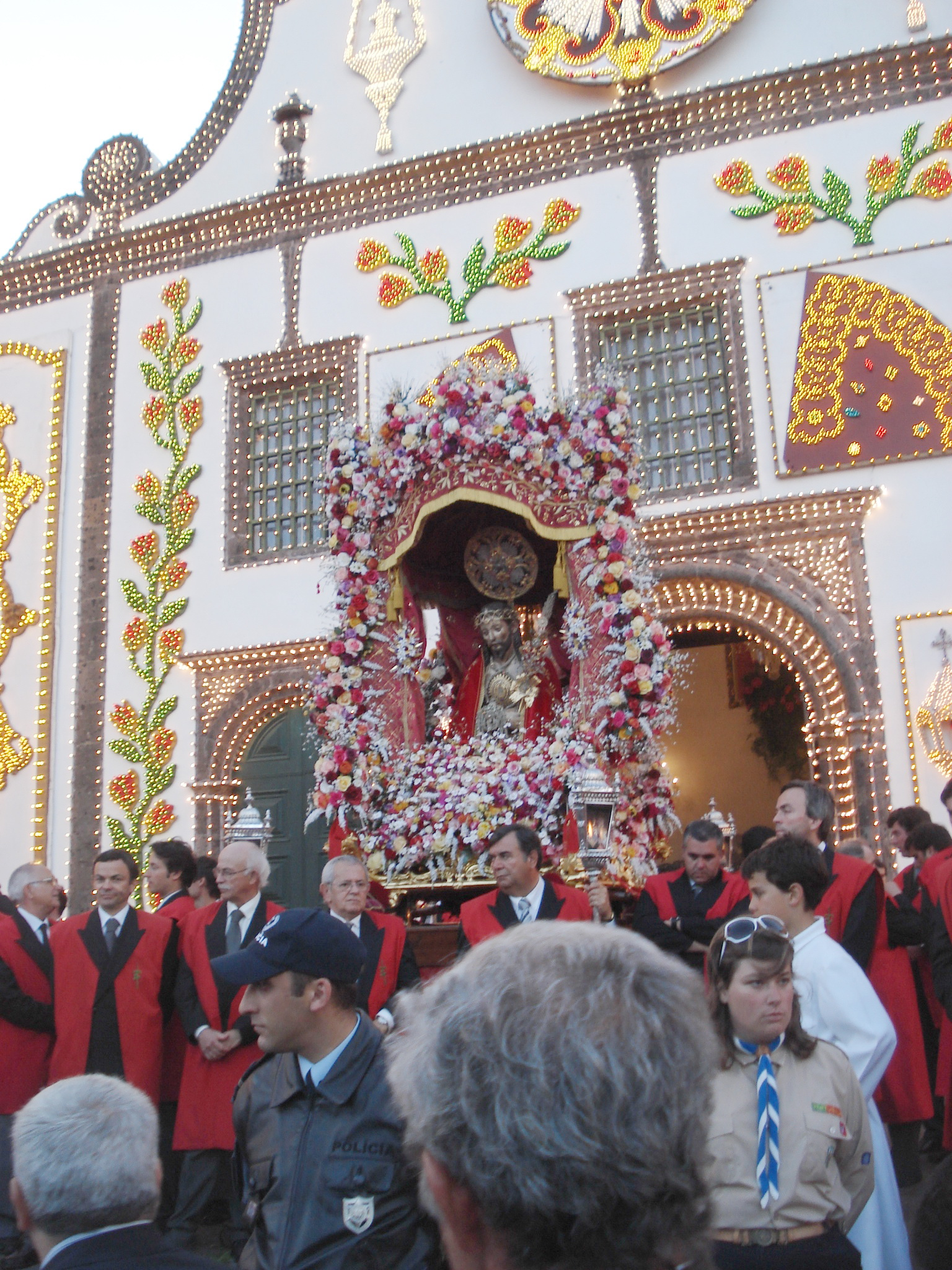
Milhares de católicos de todo o mundo peregrinam anualmente às festas religiosas em honra do Senhor Santo Cristo dos Milagres no Convento da Esperança, em Ponta Delgada, Ilha de São Miguel.

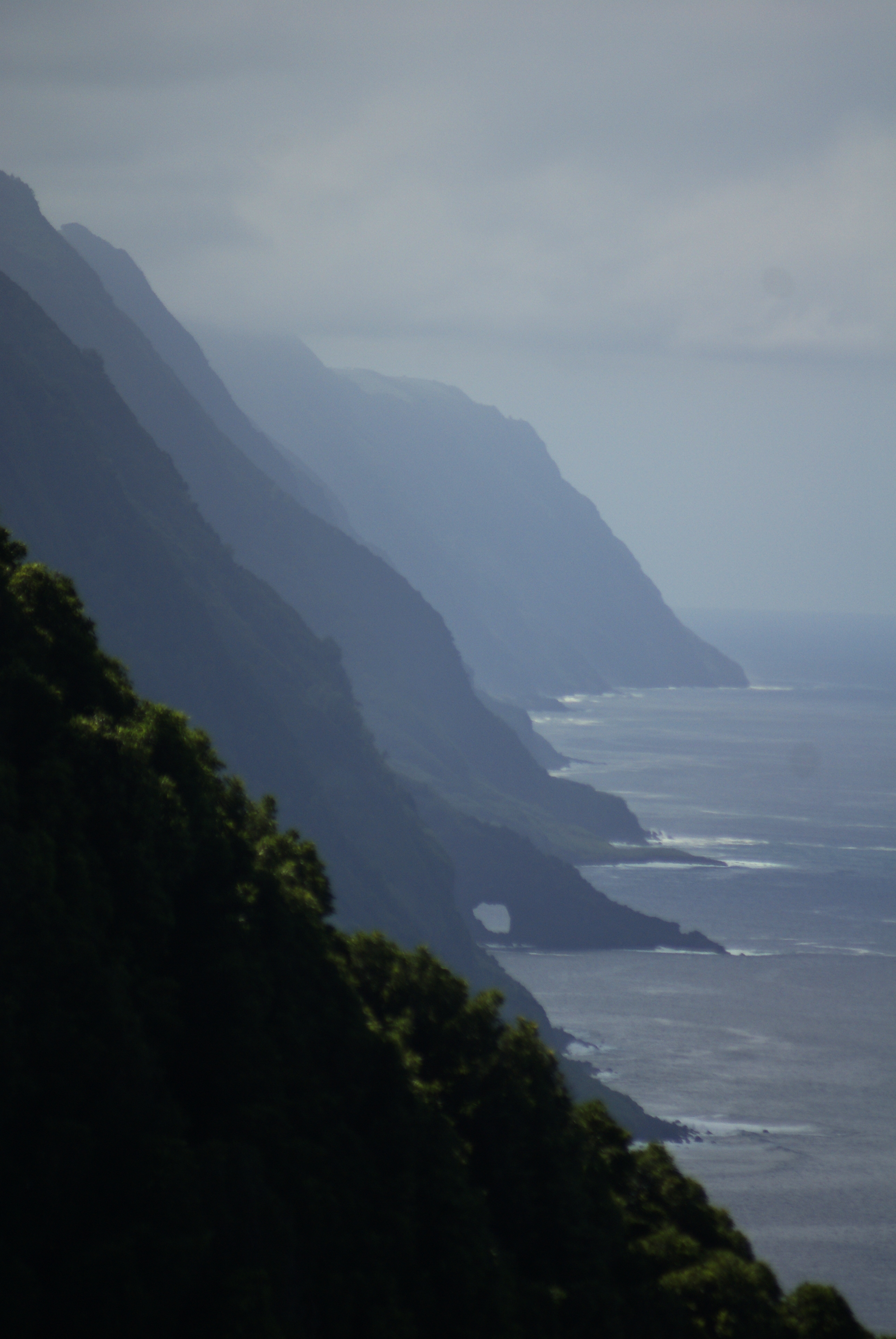
Costa Norte de São Jorge, ao fundo a Fajã da Ponta Furada

O conjunto da hotelaria tradicional, mais o turismo em espaço rural somaram, no ano de 2004, a capacidade de alojamento de cerca de 8000 camas, em resultado de um crescimento assinalável da oferta de alojamento turístico, que se fez sentir essencialmente nos últimos quatro anos.
A procura tem vindo a aumentar sistematicamente todos os anos, tanto em termos de dormidas, como em termos de receitas. De 1996 a 2004, o número de dormidas cresceu 124% e as receitas totais 148%.
Hoje, mais de 50% da oferta hoteleira foi construída de novo e a parte restante foi, em mais de 50%, profundamente remodelada e reestruturada.
De 1996 a 2004 houve um salto significativo no mercado da procura. Portugal, em 1996, representava 71% do volume total de dormidas, enquanto que em 2004 representava apenas 51%.
É evidente que embora a promoção turística em Portugal seja sempre uma preocupação dominante, com o aumento da oferta hoteleira e dada a forte sazonalidade do mercado nacional torna-se cada vez mais importante diversificar a procura. Em 2004 o mercado sueco representou 16% da procura, logo seguido do mercado norueguês com cerca de 8,3% e do mercado alemão com 7,1%.
Desde 2015, e após a liberalização do espaço aéreo, que permitiu à Ryanair e Easyjet (atualmente apenas a Ryanair voa para as ilhas de São Miguel e Terceira) — transportadores aéreas lowcost — o destino Açores tornou-se mais acessível e popular. Atualmente é um dos destinos preferidos dos portugueses para férias. "A liberalização do transporte aéreo doméstico para os Açores, que ocorreu no final do primeiro trimestre de 2015, o investimento na promoção que tem sido realizado e a melhoria das acessibilidades interilhas, têm vindo a contribuir efetivamente para este crescimento".

### Indústria
A evolução das indústrias transformadoras, observável através das estatísticas das empresas, aponta no sentido de um processo de crescimento acompanhado de mudanças nas estruturas produtivas, pelo menos em termos de dimensão.
Efetivamente, ao mesmo tempo que o volume de negócios foi registando, nos últimos anos, intensidades de crescimento a níveis significativos, o número de empresas e de pessoal ao serviço, ao contrário, foi decrescendo. Atendendo que no processo de decrescimento destes elementos produtivos, o do número de pessoal foi proporcionalmente superior ao das próprias empresas, verificou-se, logicamente, um aumento na dimensão média das respectivas estruturas.
Apesar desta evolução, a dimensão média das empresas das indústrias transformadoras continua a ser inferior à média das empresas da economia portuguesa. De facto, segundo os últimos dados, a média de pessoal empregado por unidade produtiva nos Açores situou-se em 10 trabalhadores por empresa, enquanto o mesmo rácio, a nível do país, atingia 12.
A reduzida dimensão também é observável em termos de volume médio de negócios das empresas industriais, cuja rentabilidade fica mais dependente das margens que sejam possíveis em termos de redução de custos.

### Energia
As fontes de energia primária utilizadas continuam a basear-se nos combustíveis fósseis importados (fuel, gasóleo, gasolina). Todavia, as fontes de energia renováveis como a energia hídrica, a geotérmica e a eólica têm registado evoluções positivas, aproximando-se nos anos mais recentes de cerca de um décimo do total de energia consumida.
A produção de energia eléctrica tem crescido a ritmos significativos, situando-se as respectivas taxas médias anuais à volta de 7%.
A produção de origem térmica continua a ser dominante, porém as energias renováveis representam já uma quota próxima de um quinto do total.
No que respeita à utilização de eletricidade, o consumo doméstico representa a componente mais significativa, mas os consumos comerciais e de serviços têm-se revelado mais dinâmicos nos últimos anos. Os consumos industriais têm-se caracterizado por uma certa estabilidade, apenas acompanhando a evolução média geral dos últimos anos.

### Construção e habitação
Nos últimos anos, a produção local de cimento tem contribuído com cerca de 55% do total de cimento utilizado nas obras. Em anos anteriores situou-se numa quota de cerca de 60%.
As licenças de obras para habitação, representam cerca de três quartos do total de licenças concedidas para obras nos Açores.

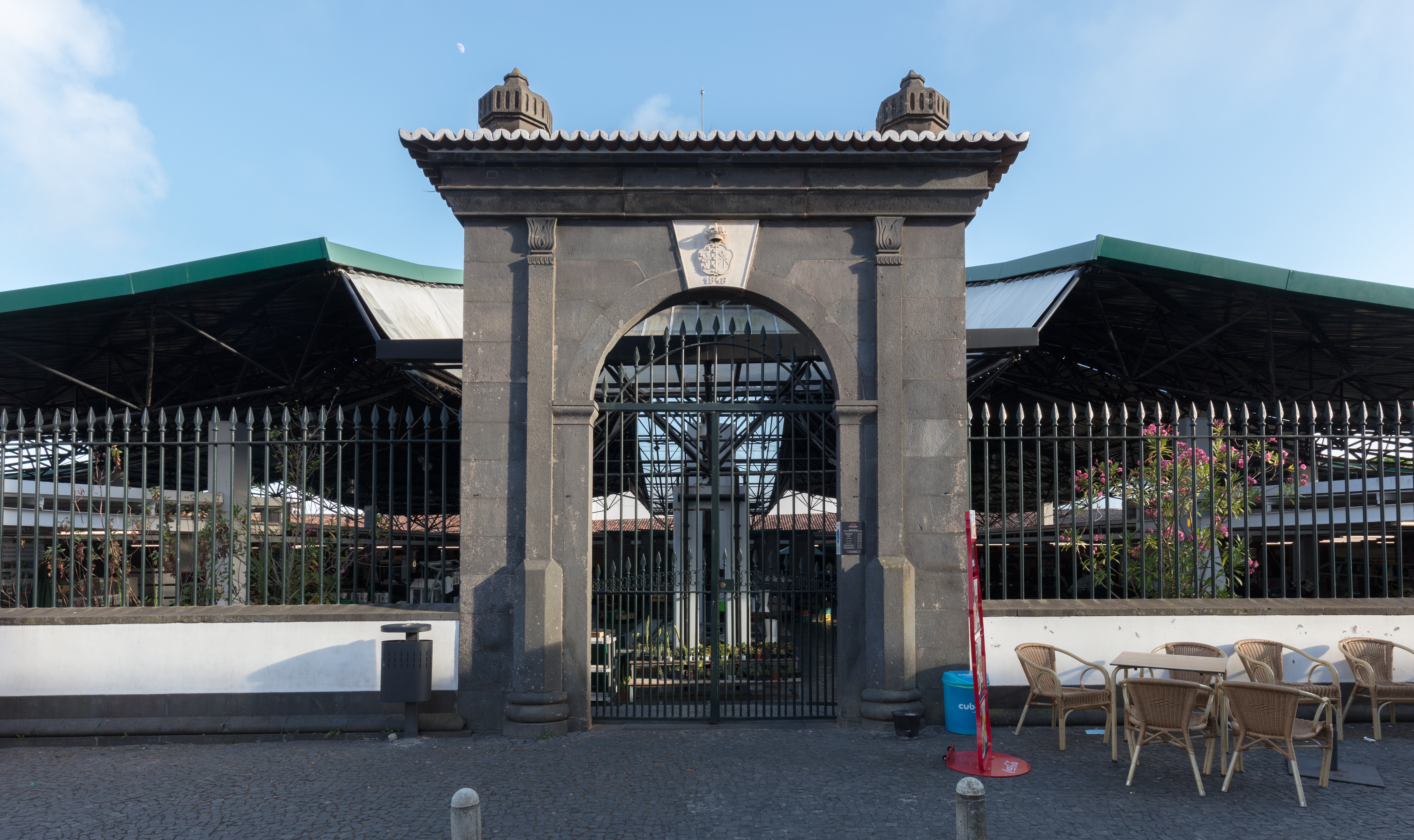
Mercado da Graça, Ponta Delgada.

### Comércio
No sector comercial, registou-se uma evolução com crescimento de atividade mais baseada na criação de novas unidades de serviços do que no aumento de capacidade e modernização das existentes. Efetivamente, os dados estatísticos apontam para crescimento do volume de negócios significativo, ao mesmo tempo que crescem os números de empresas e de pessoal ao serviço.
Aliás, a intensidade de crescimento de pessoal ao serviço foi muito próxima da do crescimento do número de empresas, mantendo-se praticamente constante o rácio de pessoal por empresa. Este rácio de cerca de 5 pessoas ao serviço por empresa, confirma a forte presença de pequenas unidades empresariais e o carácter atomístico deste tipo de serviços.
Atendendo às características do sector comercial, em termos nacionais, as diferenças entre as estruturas nas diversas regiões resultarão mais de pequenas diferenças de evolução e adaptações circunstanciais, do que de fatores estruturais como a dimensão que se evidenciam mais em organizações de produção material e industrial.
As vendas de automóveis novos, em 2004, tiveram um comportamento positivo, invertendo a tendência anterior. Em 2004, a venda de automóveis ligeiros nos Açores representou cerca de 77% da venda total de automóveis novos.

### Transportes e comunicações
Os dados disponíveis sobre os movimentos de passageiros apontam no sentido de uma tendência de redução de tráfego nos transportes coletivos terrestres e de aumento nos transportes marítimos e aéreos. Os movimentos de passageiros nos aeroportos vêm revelando alterações na sua composição segundo os diversos tipos de tráfego.
O tráfego de passageiros interno (na prática interilhas) é ainda o que regista maior número de frequências, mas já não tem o predomínio que registava habitualmente e nos anos de 2002 e de 2003, representou percentagens inferiores a metade do tráfego total.
Por outro lado, os tráfegos com o exterior (territorial e internacional), apesar de continuarem mais sensíveis a influências de conjuntura, apresentam tendências de crescimento superiores em média. Será particularmente o caso do tráfego internacional, o que se mostra consistente com a evolução da procura turística.
Observando-se a frequência de movimentos de passageiros nos aeroportos em relação ao número de habitantes residentes, verifica-se que nos Açores há uma elevada intensidade no uso do modo de transporte aéreo, quando se faz a comparação com o Continente através do mesmo indicador. Esta diferença de intensidade estará logicamente relacionada com as características diferentes da geografia física em ambos os territórios.
As cargas movimentadas nos portos, atingem cerca de 2,7 milhões de toneladas, todavia o volume das movimentadas nos aeroportos não chega a representar 1% daquelas.
O tráfego postal situa-se num patamar de cerca de 10 milhões de objetos, enquanto o número de postos telefónicos existentes continua a crescer de forma mais intensa.

## Sectores sociais

### Educação
No ano letivo de 2002/03 registou-se um forte crescimento no número de inscrições na Educação Pré-Escolar e uma continuada preferência pelo Ensino Profissional, que originou uma inversão da tendência negativa que se vinha a verificar no volume de inscrições/matrículas a nível global. Na generalidade, o volume de matrículas nos níveis do Ensino Básico e no Ensino Secundário continuam a tendência descendente que se tem vindo a verificar ultimamente, registando, no nível do Ensino Secundário, um valor superior a menos 5,5% dos valores verificados no ano anterior.
A taxa de escolarização apresenta valores crescentes em todas as idades, apesar da população escolar ter vindo a diminuir. Este aumento é mais significativo nas idades da Educação Pré-Escolar e a partir dos 14 anos. Da observação da evolução destas taxas, verifica-se um alargamento do leque de idades com taxas dos 100%, presentemente representativas das idades de escolaridade obrigatória.
O aproveitamento escolar, medido através da taxa de transição/aprovação oscila entre os 82,8% no 4.º ano de escolaridade e os 45,5% no 12.º ano, confirmando um maior aproveitamento escolar nos ciclos do ensino geral e obrigatório do que no secundário.

### Saúde
Os dados sobre os serviços prestados nos hospitais e centros de saúde apontam no sentido de evoluções consideráveis. Nos atos clínicos regista-se uma participação significativa de recursos humanos e uma utilização crescente de meios complementares de diagnóstico e terapêutica.
Os atos registados em profilaxia/inoculações globais correspondem a vacinações praticadas nos centros de saúde. O volume de atos situa-se na ordem de oitenta milhares mas, embora seja aplicado predominantemente com preocupações de prevenção de doenças em crianças com idade inferior a um ano, é fortemente condicionado por particularidades e campanhas específicas a nível local.
Os serviços de urgência têm registado, nos últimos anos, uma procura mais expressiva do que os de consulta. Esta evolução terá sido mais significativa no âmbito dos centros de saúde do que no dos hospitais.
Os movimentos de internamento nos hospitais e centros de saúde têm mantido características de certa estabilidade, situando-se a demora média em 7 ou 8 dias e a taxa de ocupação à volta de 62%. Os meios complementares de diagnóstico ultrapassam os dois milhões de exames e análises, enquanto os meios complementares de terapêutica correspondem a mais de trezentos mil atos. A evolução destes meios tem registado crescimentos médios significativos. Todavia, é possível observar uma ligeira tendência para à realização do ato terapêutico corresponder, em média, uma menor utilização de exames e análises.
O pessoal em atividade nos serviços dos hospitais e dos centros de saúde situa-se na ordem de quatro milhares de profissionais. A evolução geral tem registado um alargamento efetivo de quadros, destacando-se um certo reforço de médicos, enfermeiros e técnicos de diagnóstico e terapêutica.

### Segurança social
O número de pensionistas da Segurança Social nos Açores situa-se na ordem dos 47 milhares de indivíduos. Os beneficiários em vida por velhice, que recebem pensões em substituição de retribuições do trabalho, representam cerca de 52% do total; os beneficiários em vida, mas inválidos por acidente ou doença antes da idade da reforma por velhice, representam cerca de 30% do total; e, finalmente, as famílias de beneficiários por morte destes representam cerca de 18%.

### Cultura
Os museus e as bibliotecas públicas representam meios privilegiados de desenvolvimento de ações culturais, seja pelas capacidades patrimoniais e funcionais existentes, seja pelos diversos públicos que podem atrair.
Observando as evoluções das procuras sobre aqueles equipamentos culturais, por parte de visitantes nos museus e de utilizadores nas bibliotecas, verifica-se que existe atualmente uma tendência de crescimento em qualquer uma delas. Todavia, se a tendência da procura de visitantes aos museus prossegue a um ritmo mais regular e dentro de um mesmo padrão das estruturas existentes, já a procura de utilizadores nas bibliotecas revela, depois de uma ligeira quebra nos finais da década de noventa, uma intensificação do crescimento nos anos mais recentes, refletindo, pelo menos em parte, a transição do funcionamento da biblioteca pública de Ponta Delgada das antigas para as novas instalações, no histórico Colégio dos Jesuítas.
Observando agora a evolução interanual para os mesmos tipos de equipamentos culturais, verifica-se que a procura nos museus intensifica-se nos meses de Verão, enquanto a procura nas bibliotecas, ao contrário, é maior nas outras estações. Para esta diferença entre as distribuições ao longo do ano contribuirá significativamente a componente de turistas que visitam os museus, enquanto nas bibliotecas será mais a componente de estudantes para leituras integradas na sua formação académica ao longo do ano escolar.

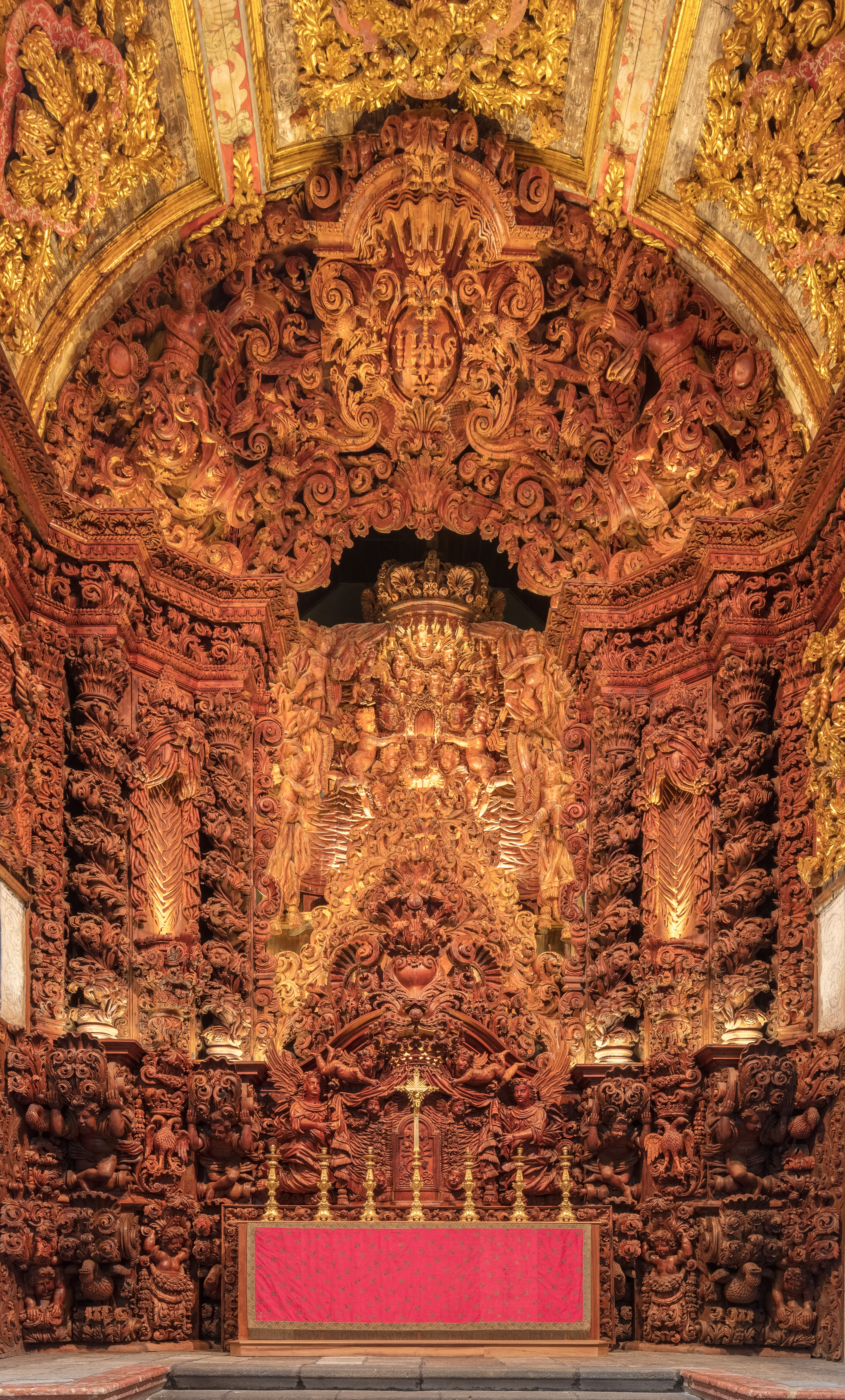
Igreja do Colégio dos Jesuítas, Ponta Delgada.

Durante o ano de 2003, os apoios financeiros às atividades culturais, enquadrados juridicamente pelo Decreto Legislativo Regional n.º 22/97/A, de 4 de novembro, atingiram um montante na ordem de 480 000 euros.

#### Património

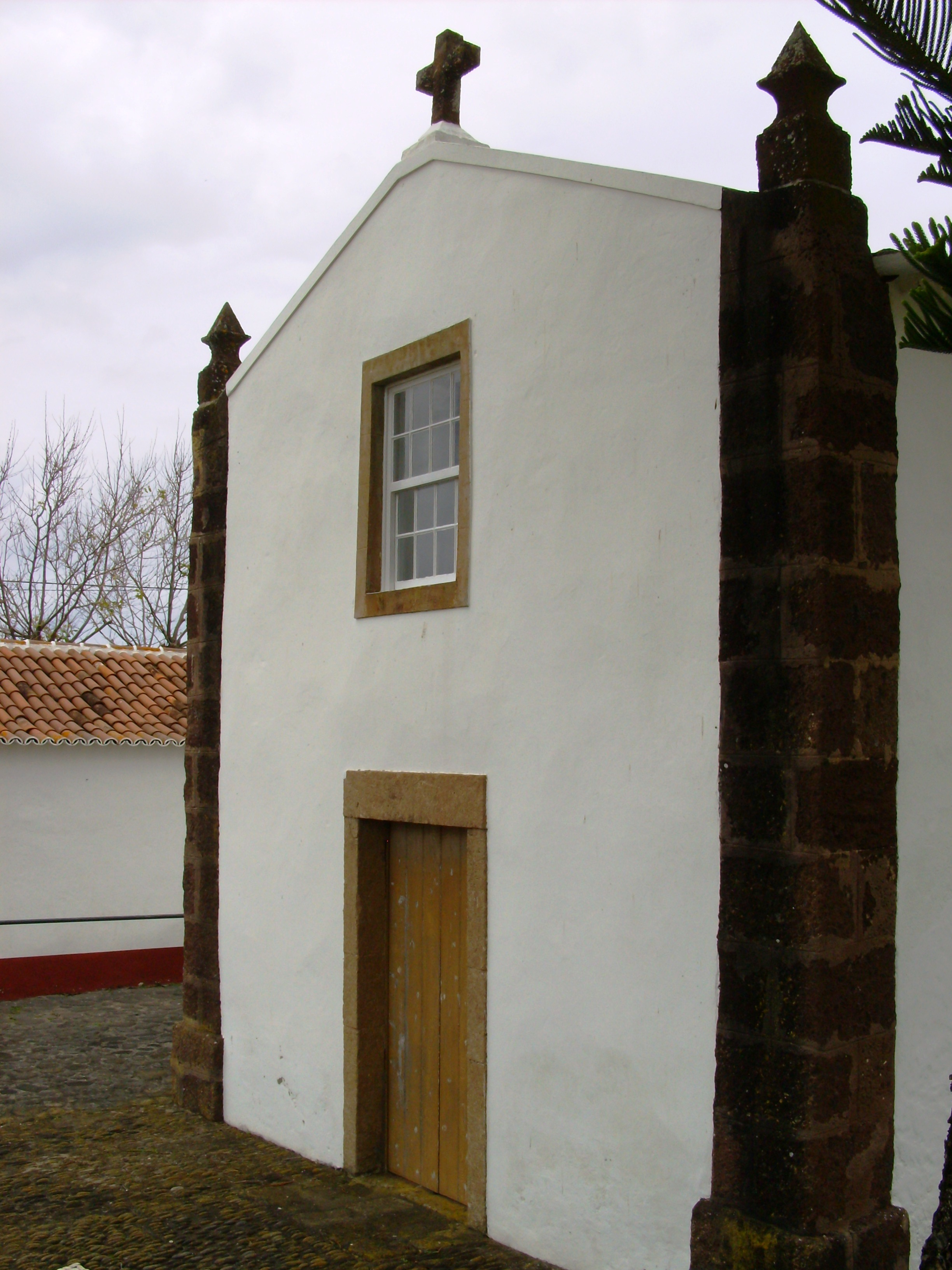
Ermida de Nossa Senhora dos Anjos, Ilha de Santa Maria

O arquipélago dos Açores tem um rico e diversificado património edificado, os elementos mais representativos do qual se encontram classificados e constam da lista de património edificado nos Açores.
Está em curso a realização pelo Instituto Açoriano de Cultura, por contrato com o Governo Regional dos Açores, do inventário completo do património cultural imóvel das ilhas, o qual, à medida que vai sendo concluído em cada concelho, é editado em volume próprio. Nos termos de decreto do parlamento açoriano, funciona na Direção Regional da Cultura um Registo Regional de Bens Classificados, o qual pode ser consultado via Internet.
Pela Resolução n.º 126/2004, de 9 de setembro foi publicada a listagem global dos imóveis que se encontravam classificados à data de entrada em vigor do diploma que nos Açores atualmente enquadra o regime jurídico dos bens classificados, o Decreto Legislativo Regional n.º 29/2004/A, de 24 de agosto.

### Desporto
As atividades desportivas nos Açores, enquadradas pelas federações associativas das diversas modalidades, vêm movimentando um número significativo de atletas e agentes responsáveis.
O número de inscritos na época de 2002/03 aproximou-se de cerca de 20 milhares de atletas praticantes e de 800 treinadores.
Os dados anteriores resultam de um processo de crescimento assinalável já que, nos últimos dez anos, o número de atletas praticamente duplicou e as condições de enquadramento técnico poderão traduzir-se pelo rácio de 24 atletas por cada treinador, por contrapartida a um rácio inicial de 46 atletas.
Em termos de representatividade das diversas modalidades poderão agrupar-se dois conjuntos segundo as características:
- Desportivas mais individuais, que atraem largas centenas ou mesmo à volta de um milhar de praticantes, como os 606 de xadrez, 613 de natação, 614 de "karaté", 808 de ténis, 873 de judo, 1 050 de atletismo e 1 208 de ténis de mesa;
- Ou de jogo em equipa envolvendo praticantes em número superior ou na ordem dos milhares, como os 1 142 de andebol, 1267 de basquetebol, 2 332 de voleibol e os 5 584 de futebol.

## Situação ambiental

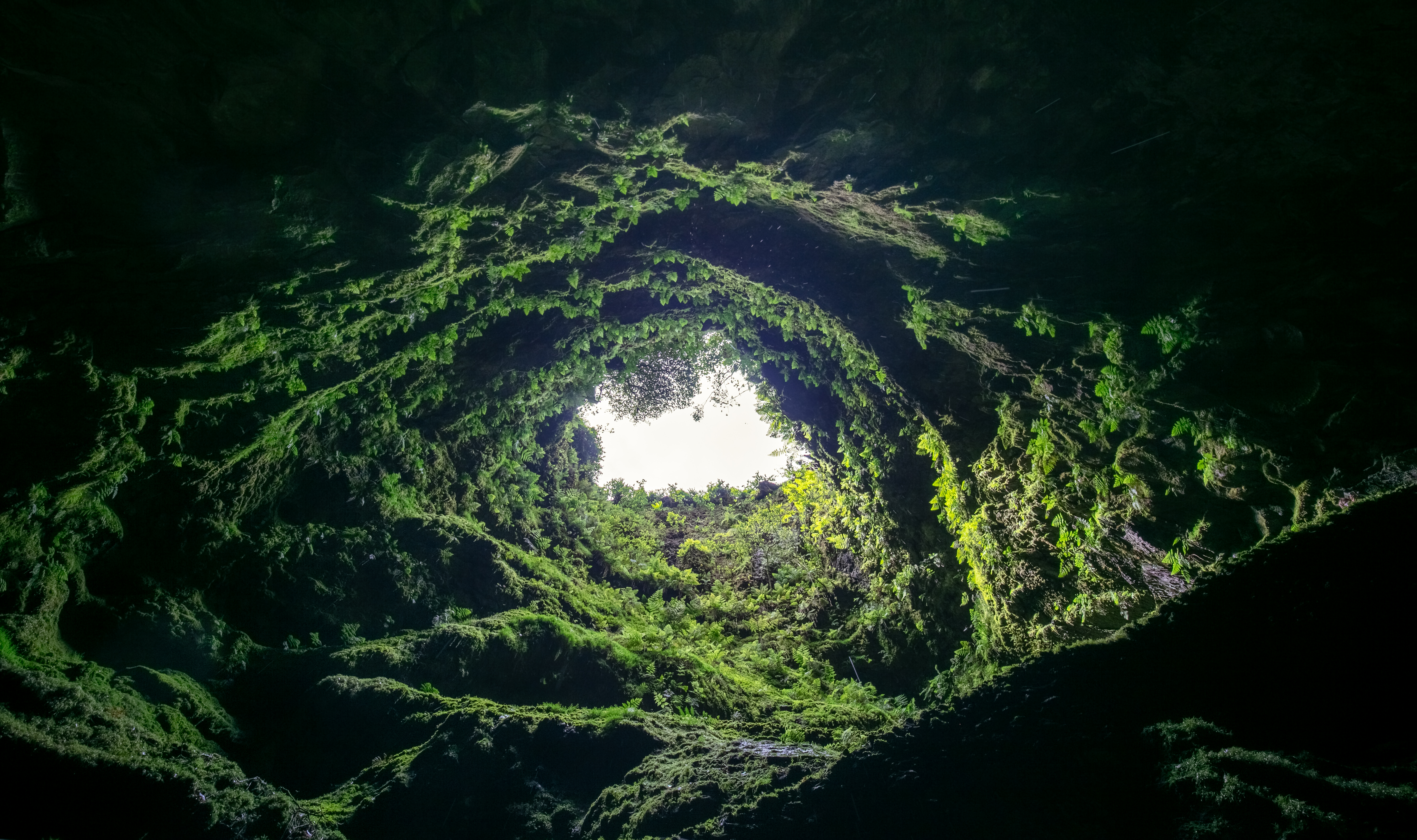
Algar do Carvão

A análise sucinta que a seguir se apresenta foi preparada a partir do documento "Relatório do Estado do Ambiente — 2003", produzido em setembro de 2004, da responsabilidade da então Secretaria Regional do Ambiente.

### Recursos hídricos
Nos Açores, as necessidades de água para uso urbanos são as mais significativas, representando cerca de 56% das necessidades totais, seguindo-se a indústria e a agropecuária, com um peso de cerca de 20%. O turismo, a energia e os restantes usos representam ainda um valor pouco significativo, cerca de 3%. As águas subterrâneas constituem a principal origem de água, satisfazendo, mais de 97% das diferentes utilizações.
As disponibilidades existentes estão estimadas em cerca de 1 520 milhões de m3, considerando-se 10% deste valor como disponibilidade útil. As maiores disponibilidades situam-se nas ilhas do Pico e de São Miguel e as menores no Corvo, Graciosa e Santa Maria. Relacionando as necessidades com as disponibilidades, regista-se maior pressão sobre os recursos disponíveis nas ilhas Graciosa, Terceira e São Miguel.
A nível das águas superficiais, designadamente as lagoas, para além do valor paisagístico, turístico e ecológico, constituem-se como reservas estratégicas de água, sendo a garantia da sua qualidade um dos desafios da gestão dos recursos hídricos. De acordo com análise e classificações efetuadas a 17 lagoas, a maioria regista situações de poluição mais ou menos acentuada, derivada de contaminação difusa por atividades agropecuárias e de fertilização pouco racional, donde a importância dos projetos em curso e a iniciar relativos à construção de açudes, reflorestação das faixas adjacentes às linhas de água, entre outras ações, no sentido de se reverter esta situação.
Quanto às águas subterrâneas, estas não apresentam problemas acentuados de qualidade, embora, pontualmente, possam advir alguns problemas derivados da sobre-exploração de aquíferos, com a consequente intrusão salina, do excesso de nitratos e da contaminação microbiológica relacionados com a poluição difusa, proporcionada pela exploração agropecuária.
No caso particular das águas balneares, de um modo geral a maioria das zonas balneares apresenta uma qualidade de água bastante razoável, o que tem originado uma classificação adequada para ostentação de bandeira azul.
No que diz respeito ao abastecimento de água às populações, o nível de atendimento é próximo dos 100%, em termos de infraestruturas de abastecimento. Todavia, pontualmente, por via de factores aleatórios e de perda de águas nas redes, existe cerca de 13% da população com abastecimento irregular durante o ano. A qualidade da água fornecida nem sempre satisfaz os parâmetros de qualidade exigidos: se, por um lado, mais de 84% da população servida se encontrava servida por sistemas de tratamento, por outro, cerca de 80% da água distribuída era apenas sujeita a desinfecção por cloragem, sem um controle significativo. No que concerne à existência de sistemas de drenagem de águas residuais, o nível do atendimento era de cerca de 38% correspondendo os restantes 62% a fossas sépticas individuais. O nível de atendimento relativamente ao tratamento de águas residuais correspondia apenas a 24% da população, valor relativamente reduzido face às metas fixadas.

### Resíduos sólidos urbanos (RSU)
A produção de RSU tem vindo a aumentar, tendo atingido cerca de 118 500 toneladas, em 2003, sendo cerca de 50% produzido em São Miguel, 20% na Terceira e o restante nas outras ilhas. A produção diária de RSU por habitante atinge já os 1,37 kg, sendo a maior parte constituída por matéria orgânica, seguida de material de embalagem, reforçando a necessidade de recolha seletiva, com o objetivo de reciclar e valorizar estes materiais.
Em termos de tratamento e destino final, pese embora a construção de aterros controlados e a implementação da recolha seletiva, em 2003 verificou-se ainda que cerca de 6% dos resíduos foram depositados em vazadouros sem controlo e 13% em vazadouros controlados.

### Resíduos industriais e hospitalares
Observa-se ainda a inexistência de destino final adequado para os resíduos industriais, verificando-se uma fraca adesão por parte dos industriais de entrega de mapas de registo das quantidades produzidas. Em relação aos resíduos hospitalares, têm tido o tratamento adequado, designadamente os considerados perigosos, que são objeto de incineração e/ou tratamento químico.

### Ambiente sonoro
Das diversas formas de poluição existentes, o ruído é uma das que assumem uma expressão nos Açores. Todavia, a existência de algumas reclamações de particulares indicia a possibilidade de situações pontuais de um nível sonoro ambiente acima do desejado. A elaboração de um conjunto significativo de mapas de ruído, a aquisição de equipamentos de medição, permite dispor no futuro próximo de instrumentos de monitorização e de apoio ao ordenamento do território.

### Qualidade do ar
Os indicadores normalmente utilizados para a caracterização da qualidade do ar são o dióxido de enxofre (SO2), óxidos de azoto (NOx), Monóxido de carbono (CO) e partículas em suspensão. Existem outros poluentes, como o Ozono troposférico (O3), que resultam de reações químicas entre poluentes primários. Estudos realizados indicam que as concentrações são inferiores aos limites estabelecidos na legislação.

### Conservação da natureza

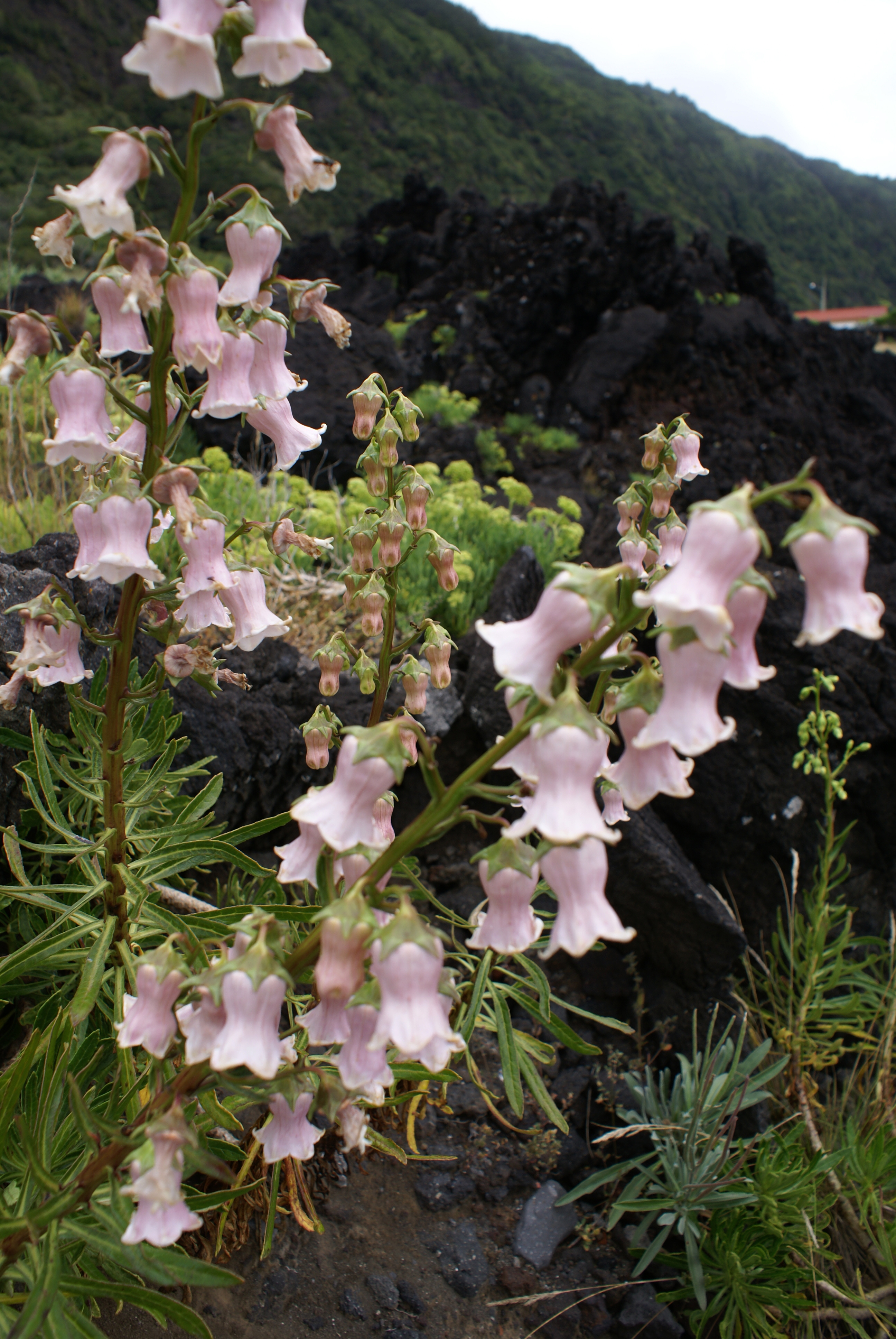
Azorina vidalii, autêntico fóssil vivo, foto tirada na Fajã das Almas, ilha de São Jorge, Açores.

Em termos da biodiversidade, estão identificadas 702 espécies exóticas de flora, das quais 36 com carácter invasor. Em termos de fauna, estão inventariadas 47 espécies exóticas, distinguindo-se 5 espécies invasoras, destacando-se nestas últimas o designado escaravelho japonês. No conjunto do arquipélago estão protegidas 115 espécies, verificando-se, no entanto, 215 espécies ameaçadas.

### Áreas classificadas e protegidas
A rede Natura 2000 engloba 38 locais, com uma área aproximada de 45 500 ha, enquanto as áreas protegidas distribuem-se por 31 locais, ocupando uma área de 68 400 ha. Estão definidos 23 Sítios de Importância Comunitária (SIC), que abrangem uma área total de 11 800 ha, 15 Zonas de Proteção Especial (ZPE), com uma área de 11 800 ha e está a ser ultimado o Plano Setorial para a Rede Natura 2000.

## Rede de Áreas Protegidas dos Açores
As áreas protegidas incluem áreas terrestres, águas interiores e marinhas em que a fauna, a flora, a paisagem, os ecossistemas ou outras ocorrências naturais apresentam, pela sua raridade, valor ecológico ou paisagístico, importância científica, cultural e social.
As condições climatéricas associadas ao isolamento geográfico, ao relevo e às características geológicas das ilhas deram origem a uma grande variedade de biótopos, ecossistemas e paisagens, que propiciam a existência de um elevado número de habitats que albergam uma grande diversidade de espécies.
A vegetação natural das ilhas açorianas compreende um vasto número de espécies originárias do Período Terciário, na sua maioria endémicas e com estatuto de proteção. A laurissilva, cuja origem está relacionada com as florestas húmidas do Terciário existentes no Sul da Europa e desaparecidas há milhões de anos aquando das últimas glaciações, é uma floresta com um índice de endemismos muito elevado.
Para além das espécies de maior porte, possui uma camada sub-arbustiva, geralmente muito densa, de grandes fetos e arbustos, alguns dos quais também endémicos.
As ilhas foram colonizadas pelo homem nos finais do século XV e o coberto vegetal foi consideravelmente alterado desde então. Das espécies de plantas vasculares existentes, conhecem-se presentemente 66 endémicas, encontrando-se ainda um elevado número de endemismos noutros grupos. A diversidade de comunidades vegetais permite que comunidades de aves terrestres endémicas se distribuam ao longo de toda a área.
Encontram-se também em todas as ilhas cerca de 300 espécies endémicas de artrópodes, distribuídas em habitais muito diversificados, tais como cavidades vulcânicas, campos de lava, florestas naturais, etc.
Este grupo taxonómico encontra-se sujeito a algumas pressões por parte de atividades humanas, uma vez que não encontra protegido. A pouca proteção de que beneficia resulta diretamente da classificação das áreas protegidas nas várias ilhas da Região.
Em relação aos mamíferos, ocorrem nos Açores, de forma natural, 25 espécies, maioritariamente marinhas, 24 das quais correspondem a cetáceos (baleias e golfinhos) e a outra consiste numa espécie endémica terrestre, que é o único mamífero autóctone do arquipélago: o Morcego-dos-Açores (Nyctalus azoreum).
Como forma de salvaguarda do património natural existente, foi criada uma rede regional de áreas protegidas, ocupando uma área de 53 700 ha. A primeira área protegida data de 1972 (Caldeira, ilha do Faial). Desde então, foram criadas mais áreas protegidas, abrangendo cerca de 13 % da área total da Região.
As áreas protegidas dos Açores — Rede de Áreas Protegidas dos Açores — têm vindo a ser objeto de desenvolvimento de Planos de Ordenamento e Gestão, com o objetivo de definir a política de salvaguarda e conservação do património.
Os planos pretendem constituir um instrumento de apoio e promoção ao ordenamento e gestão das áreas protegidas, com vistas à salvaguarda dos recursos naturais à conservação da qualidade paisagística e à conciliação das atividades humanas.

## Açorianos ilustres
- Alfredo Bensaúde (1856–1941) — professor universitário, reformador do ensino tecnológico em Portugal, foi o fundador e primeiro diretor do Instituto Superior Técnico (IST)
- Antero de Quental (1842–1891) — poeta.
- Augusto de Almeida Monjardino (1871–1941) — médico e político, fundador e primeiro diretor da Maternidade Alfredo da Costa (MAC).
- Aurélio Quintanilha (1892–1987) — professor universitário e cientista de renome internacional nas áreas da genética, da biologia dos fungos e da cultura do algodoeiro.
- Aristides Moreira da Mota (1855–1942) — político, advogado e professor liceal.
- Azevedo Neves (1877–1955) — médico e político.
- Carlos César (1956) — presidente do Governo Regional dos Açores.
- Curry Cabral (1844–1920) — médico, investigador e professor.
- Dias de Melo (1925–2008) — autor e escritor.
- Eliseu Pereira dos Santos (1983) — campeão europeu de futebol por Portugal em 2016.
- Ernesto do Canto (1831–1900) — historiador, bibliófilo e político português que se distinguiu pela organização e publicação do Arquivo dos Açores.
- Francisco de Lacerda (1869–1934) — musicólogo, compositor e maestro.
- Gil Montalverne de Sequeira (1859–1931) — médico e político.
- Hélder Fragueiro Antunes (1963) — empresário, engenheiro e ex-piloto de corridas.
- Jaime Gama (1947) — político, deputado e Presidente da Assembleia da República (2005–2011).
- Jorge Ferreira (1955) — cantor popular português internacional, radicado nos Estados Unidos.
- José do Canto (1820–1898) — grande proprietário, intelectual e bibliófilo.
- José Bruno Tavares Carreiro (1880–1957) — jurista, jornalista, escritor e político autonomista açoriano.
- Manuel de Arriaga (1840–1917) — primeiro Presidente eleito da República Portuguesa (1911–1915).
- Mota Amaral (1943) — presidente do Governo da Região Autónoma dos Açores (1976–1995), e Presidente da Assembleia da República (9.ª legislatura).
- Natália Correia (1923–1993) — poeta, intelectual e ativista social e deputada (1980–1991). Autora da letra do Hino dos Açores.
- Nicolau Anastácio de Bettencourt (1872–1941) — médico e investigador.
- Nuno Bettencourt (1966) — guitarrista, membro da banda Extreme,
- Pedro da Silveira (1922–2003) — poeta, crítico literário e investigador, membro da Seara Nova.
- Pedro Resendes (Pauleta) (1973) — jogador de futebol.
- Raul Bensaúde (1866–1938) — médico gastroenterologista em Paris que se destacou como iniciador da Proctologia. O seu nome ficou associado ao de Pierre-Emile Launois ao propor uma explicação para a adenolipomatose simétrica, atualmente conhecida como de Launois-Bensaúde.
- Roberto Mesquita (1871–1923) — poeta.
- Roberto Ivens (1850–1898) — oficial da armada, administrador colonial e explorador do continente africano.
- Teles Palhinha (1871–1957) — botânico e professor universitário a quem se deve a exploração sistemática da flora açoriana.
- Teófilo Braga (1843–1924) — escritor e 2.º Presidente da República Portuguesa.
- Vitorino Nemésio (1901–1978) — escritor e professor universitário.
- As Três Ilhoas: Antônia da Graça, Júlia Maria da Caridade, Helena Maria de Jesus são três irmãs açorianas que embarcaram no Brasil por volta de 1723 e fundaram importantes e nobres famílias.

### Ilustres descendentes
- Katy Perry (1984) — cantora norte-americana, com três trisavós açorianos.
- Nelly Furtado (1978) — cantora, compositora e atriz canadiana, filha de açorianos.
- Tom Hanks (1956) — ator norte-americano, bisneto de açoriano.
- Daniel Silva (1956) — escritor norte-americano, filho de açorianos.
- Lília Cabral (1957) — atriz brasileira, filha de açoriana.
- Fafá de Belém (1956) - cantora brasileira.
- Rejane Arruda (1971) - atriz, diretora, dramaturga e pesquisadora brasileira.
- Carolina Kasting (1975) - atriz brasileira, irmã de Rejane Arruda.
- Cecília Meireles (1901-1964) - poetisa, pintora, professora e jornalista brasileira, neta de açoriana.
- Eurico Gaspar Dutra (1883-1974) - militar e 16° presidente do Brasil.
- Getúlio Vargas (1882-1954) - 14° e 17° presidente do Brasil, descendente de açorianos pelo lado paterno.
- João Goulart (1919-1976) - 24° presidente do Brasil, descendente de açorianos pelo lado do avô materno.
- João Goulart Filho (1956) - político brasileiro, filho de João Goulart.
- Machado de Assis (1839-1908) - escritor brasileiro, filho de açoriana.
- Tancredo Neves (1910-1985) - presidente eleito do Brasil, trineto de açoriano.
- Aécio Neves (1960) - deputado federal do Brasil, neto de Tancredo Neves.

## Símbolos heráldicos

Brasões de armas dos municípios dos Açores

A Região Autónoma dos Açores dispõe de brasão de armas, bandeira, selo e hino próprios. São os seguintes os diplomas legais que regulam a heráldica açoriana:
- Decreto Regional n.º 4/79/A, de 10 de abril[21] — Aprova os símbolos heráldicos da Região Autónoma dos Açores.
  - Decreto Regulamentar Regional n.º 13/79/A, de 18 de maio[22] — Aprova a Bandeira dos Açores e a música do Hino dos Açores, regulando o uso da bandeira e a forma como deve ser hasteada.
    - Alterado pelo Decreto Regulamentar Regional n.º 15/2002/A, de 31 de maio[23]

  - Decreto Regulamentar Regional n.º 47/80/A, de 15 de outubro[24] — Aprova a versão oficial do selo da Região Autónoma dos Açores.
  - Decreto Regulamentar Regional n.º 49/80/A, de 21 de outubro[25] — Aprova a letra do Hino dos Açores. Regulamenta o Decreto Regional n.º 4/79/A, de 10 de abril.
  - Decreto Regulamentar Regional n.º 51/80/A, de 31 de outubro[26] — Aprova a versão oficial da descrição completa do brasão de armas dos Açores.
- Decreto Legislativo Regional n.º 21/2006/A, de 7 de julho[27] — Aprova o regime jurídico da utilização dos símbolos heráldicos da Região Autónoma dos Açores, proibindo a sua utilização para fins comerciais.

A utilização dos símbolos heráldicos rege-se pelas mesmas normas que regem a utilização dos símbolos nacionais, devendo contudo ser dada precedência a estes.

## Insígnias honoríficas açorianas
As Insígnias Honoríficas Açorianas visam distinguir, em vida ou a título póstumo, os cidadãos ou as pessoas coletivas que se notabilizarem por méritos pessoais ou institucionais, atos, feitos cívicos ou por serviços prestados à Região Autónoma dos Açores.
A atribuição das Insígnias Honoríficas Açorianas têm lugar no Dia dos Açores, em sessão solene presidida pelos Presidentes da Assembleia Legislativa e do Governo Regional.